# 進撃の巨人 (アニメ)
『進撃の巨人』（しんげきのきょじん、Attack on Titan）は、WIT STUDIO（第1期 - 第3期）ならびにMAPPA（第4期）制作による日本のアニメ作品。諫山創による同名の漫画を原作としている。
2013年4月から9月まで第1期、2017年4月から6月まで第2期（Season 2）、2018年7月から10月まで第3期（Season 3）Part.1、2019年4月から7月までPart.2、2020年12月から2021年3月まで第4期（The Final Season）Part 1、2022年1月から4月までPart 2が放送され、2023年に完結編（前後編）が放送された。

## 概要
連続テレビアニメーションが制作され、これを基にした総集編劇場映画、および原作単行本限定版に付属するオリジナルビデオ（OAD）も作られている。ナレーションはアルミン役の井上麻里奈が、冒頭のあらすじや次回予告等を担当している。
第1期が2013年4月から9月まで毎日放送ほかにて全26話（第13話と第14話の間に総集編の第13.5話を挟む）が放送された。物語は原作冒頭から年表における850年のストヘス区での女型の身柄拘束作戦の完了、そして後の第2期冒頭に繋がるシーンまでを描く。原作者の諫山創は、テレビアニメ版の第1話を視聴して完成度の高さから「原作はアニメの方、僕は絵の描けないコミカライズ担当という感じ」との趣旨の発言をしている。
第1期の総集編が劇場版前後編2部作として制作され、2014年11月22日に第1話から第13話までの総集編『劇場版 進撃の巨人 前編〜紅蓮の弓矢〜』、2015年6月27日に第14話から第25話までの総集編『劇場版 進撃の巨人 後編〜自由の翼〜』が公開された。配給はポニーキャニオン。未公開シーンの追加や音声を5.1chサラウンド仕様にアップグレードするなど、細かい仕様変更もある。以降の劇場版も概ねこの2部作と同様の仕様で制作・公開されている。
第2期（Season 2）は、2017年4月から同年6月まで、毎日放送ほかにて全12話（第26話 - 第37話）が放送された。これ以降より作品名に「Season（数）」が併記されるようになった。物語は前述の通り第1期ラストからダイレクトに続き、エレン奪還戦でエレンが「座標」の力に目覚めるまでが描かれる。2018年1月13日には、総集編劇場版映画『劇場版 進撃の巨人 Season2〜覚醒の咆哮〜』が公開された。
また、原作単行本収録のOADが5話制作された。なお、『週刊少年マガジン』に出張読み切り掲載された作品であり原作の前日譚を描いた特別編「イルゼの手帳」は、原作単行本第11巻限定版に収録される予定であったが、テレビアニメ版の制作遅延の影響を受けて第12巻限定版へ延期され、2014年9月28日に毎日放送制作・TBS系列の『日5』枠にて全国ネット放送された。2019年7月20日にも同月18日に発生した京都アニメーション放火殺人事件の影響を配慮し都合により『スーパーアニメイズム』枠『炎炎ノ消防隊』第3話の放送を見送ることになり代替番組として再放送された。2017年には外伝「悔いなき選択」がアニメ本編2期放送開始に先立ち、同年3月に地上波の一部局で1エピソード化した版が放送された。
第3期（Season 3）は、2018年7月23日から10月15日までPart.1 全12話（第38話 - 第49話）、2019年4月28日から7月1日までPart.2 全10話（第50話 - 第59話）の全22話が放送された。本シリーズからはそれまで放送された毎日放送からNHK総合に放送局が変更され、ほぼ全国同時ネット放送が行われた。講談社プロデューサーの立石謙介は「全国の皆様に同時に楽しめるように」と語っている。放送開始直前となる7月21日0時26分には出演声優が数名登場する特番「進撃の声優大集合！」が生放送された。なお、オープニング・エンディングのクレジット表記はNHK総合の放送版と配信版とでは異なっている。前半は王政編からウォール・マリア奪還作戦の前夜までの話が放送され（王政編は原作から大幅に短縮され、一部エピソードの時系列も入れ替えられている）、後半はウォール・マリア奪還作戦から世界の真相が明かされたところまでが描かれた。
第4期（The Final Season）は、2020年12月7日から2021年3月29日までPart 1 全16話（第60話 - 第75話）、2022年1月10日から4月4日までPart 2 全12話（第76話 - 第87話）、2023年3月3日に完結編（前編）、同年11月4日に完結編（後編）が放送され、これをもって当作品は完結した。完結編は前後編での配信の他、第88話 - 第94話に分割された各話版としても配信されている。
また、Part 1本放送前の2020年11月9日から11月30日にかけては、第1期 - 第3期をまとめたダイジェスト版が4週連続・全4回にわたってオンエアされ、Part 2放送前の2021年10月25日から12月13日にかけては、1話から75話を6本にまとめたダイジェスト版とOAD「悔いなき選択」、「Wall Sina, Goodbye」、「Lost in the cruel world」が放送された。

## 登場人物
- エレン・イェーガー - 梶裕貴
- ミカサ・アッカーマン - 石川由依
- アルミン・アルレルト - 井上麻里奈
- ジャン・キルシュタイン - 谷山紀章
- アニ・レオンハート - 嶋村侑
- リヴァイ / リヴァイ・アッカーマン - 神谷浩史
- エルヴィン・スミス - 小野大輔
- ライナー・ブラウン - 細谷佳正
- サシャ・ブラウス - 小林ゆう
- コニー・スプリンガー - 下野紘
- ハンジ・ゾエ - 朴璐美
- ベルトルト・フーバー - 橋詰知久
- クリスタ・レンズ / ヒストリア・レイス - 三上枝織
- ユミル - 藤田咲
- マルコ・ボット - 逢坂良太
- ジーク・イェーガー - 子安武人

## 製作

### 第1期から第3期
本作はProduction I.Gから2012年6月に独立した子会社のWIT STUDIOが、アニメーション制作を担当した初のテレビアニメ作品である。親会社のProduction I.Gもアニメーション制作協力として参加しており、後に公式パロディ『進撃!巨人中学校』のアニメ版の制作も手掛けている。なお、監督を務める荒木哲郎は就任依頼が来る前から原作漫画を購読していたという。
3DCG制作はマッドボックスが担当。作中では立体機動装置を使用した空間移動中のカメラワークなど、原作読者がイメージしている動きをいかに映像化するかという点を最も重視したという。
第1期は、製作クレジットに毎日放送がクレジットされていないが、同社のアニメ製作担当者である竹田靑滋、丸山博雄、前田俊博の3名が製作、企画、プロデューサーの一員としてクレジットされており、2014年10月11日に大阪城ホールで開催のイベント『MBSアニメフェス2014』に当作品もラインナップされ、梶裕貴、石川由依、Linked Horizonが参加した。Season 2以降は、製作委員会参加としてエンディングクレジットされている。
アニメ化にあたり、原作者の諫山創は脚本制作の段階から参加して入念な打ち合わせを行っている。また、エレン巨人体や女型の巨人には実在する格闘技のイメージがあり、諫山によって格闘シーンの参考動画が提供されたほか、立体機動装置の動きはフランス発祥のパルクールというエクストリーム系スポーツの動きのモデルを参考にして作られている。
前述した王政編の短縮も原作の内容に間延びや不甲斐なさを感じていた諫山の意向によるものであり、アニメの構成を「自分の力では成し得ない理想化された脚本」と評している。

### The Final Season
第3期が物語的に区切りのいいタイミングであったこと、加えてクリエイターのさらなるステップアップを目指すため、第3期制作中にWIT STUDIO側から「進撃の巨人は今回までとしたい」と申し出があった。しかし、フィルムを引き継ぐことの大変さからとても引き受けられないという話が何十社も続き、新しい制作会社探しは難航した。その中で唯一「『進撃の巨人』はファンのために作品として最後まで終わらせるべき」としてMAPPAが検討に入り、WIT STUDIO側も「MAPPAさんなら安心」との見解を示したことで、WIT STUDIOや荒木哲郎全面協力のもと情報交換や引き継ぎが行われた。なお、制作会社の変更に伴い、スタッフ面も音楽や音響監督などの一部を除き一新されている。
本シーズンでは、進撃、鎧、獣、顎、車力など多くの巨人が3DCGベースで制作されている。なお、設定は基本的にWIT STUDIOのものが用いられているが、原作のストーリー展開や絵柄を踏まえ、美術解剖学の様式を採り入れたリアルでダークな雰囲気にデザインし直されている。また、当初全て作画で描かれる予定であった立体機動シーンにおいても、調査兵団の3Dモデルを追加制作し、カットの内容に応じて作画とCGが使い分けられている。
シリーズ構成を担当する瀬古浩司は、「原作が完結していなくて、でも最後までアニメでやることが決まっているシリーズなので、逆算ができない」と、これまでのシーズンとの構成作業の違いを述べ、「単行本二冊分溜まったら、またそこまで脚本を書くという形」で脚本作業を進めていったという。また、原作者である諫山からのリクエストで、第60話でジャンが新聞を購入するシーン、第61話の飛び降り自殺のシーンなどの不穏な要素が追加されているほか、マーレの戦士と戦士候補生との先輩後輩の関係が強調されている。
完結編（後編）放送終了後、X（旧Twitter）上の公式アカウントより原作者の諫山からのコメントと完結記念イラストが公開された。諫山は、「『進撃の巨人』を、お楽しみいただきました皆様 当コンテンツは、これにて終了となります。長年のご愛顧、誠にありがとうございました」とコメントした。また、MAPPAも「4年間、とても長く大変な日々でしたが、アニメ『進撃の巨人』の完結に携われたこと、本当に感謝しております。この作品がこれからも長く皆様に愛されることを祈っております」と投稿している。

## プロモーション・トピックス
本作のアニメ化は当初、2012年12月2日にタイトル名を隠した上で「PROJECT ATTACK」という仮タイトルで告知された。その5日後の12月7日には原作の掲載誌である『別マガ』1月号の発売に合わせて2013年春からのテレビアニメ化が発表され、さらに翌日の12月8日にはニコファーレにて制作発表会が行われた。
2013年3月31日 、「アニメ コンテンツ エキスポ2013」にてアニメ版のステージイベントが行われ、梶裕貴&石川由依&井上麻里奈&神谷浩史&日笠陽子が登壇した。同日放送の『あにP-アニメプロデューサーズ』第8回「ポニーキャニオン特集」にて全編に渡ってアニメ版が取り上げられ、プロデューサー・木下哲哉、監督・荒木哲郎、原作者・諫山創の3人が出演した。
放送開始直後に「障害者団体が放送中止を要請している」という噂がインターネットで広がったが、原作出版元の講談社はこれを否定している。
また、第5話および第4話の一部は、制作上および放送局納品期限の都合により、福岡放送（第4話を含む）、北海道テレビ、テレビ大分では一部シーンが背景に置き換わるなど、他局とかなり異なる内容で放送された。なお、これに先んじて第1話の放送開始後にスタッフがTwitter上でアニメーターを募集していたこともあり、インターネット上では以前よりアニメ制作の進行を危ぶむ声も上がっていた。
放送中の2013年7月10日に発売された女性向けアニメ雑誌『PASH!』2013年8月号（主婦と生活社）は、本作を表紙と巻頭特集で取り上げたために発売から数日で完売状態となり、アニメの定期誌としては異例の重版が決定した。
2013年12月31日、第64回NHK紅白歌合戦にLinked Horizonが出場した。合唱団64人、ダンサー12人ら100人超の楽団を引き連れてのパフォーマンスで、OP主題歌「紅蓮の弓矢」を披露した。また、曲の冒頭でアニメ第1話の台詞を、アルミン役の井上麻里奈がナレーションするという演出が施された。同時にアニメ映像も紹介され、和田アキ子が作中の「和田アキ子似の巨人」に苦笑する場面もあった。また、歌詞中に出てくる主人公「（エレン・）イェーガー」に合わせて、ファンやNHK紅白歌合戦の公式Twitterが「イェーガー」と一斉にツイート、これが17万ツイートを超え、同日のツイート数で1位となる現象が生じた。
毎日放送ではユニバーサル・スタジオ・ジャパンでのアトラクション『進撃の巨人・ザ・リアル』や劇場版のテレビ放送に合わせ、同局のマスコットキャラクター「らいよんチャン」とのコラボレーションCMも放送している。
劇場版は中国国内で2015年6月13日に開かれる上海国際映画祭に合わせ、日本の作品を紹介する日本映画週間で公開する予定であった。しかし、日本側関係者によると同年6月9日夜に映画祭側から上映できないとの通知が届いた。理由の具体的な説明はなかったものの中国文化省はその通知前日に、暴力行為やテロ活動などへの影響が考えられる映画を挙げて公表していることから、その影響も考えられている。

## スタッフ
|                              | 第1期                      | 劇場版1                    | 第2期                      | 第3期 Part.1               | 第3期 Part.2               | 第4期 Part 1               | 第4期 Part 2               | 完結編 （前編）            | 完結編 （後編）            |
| ---------------------------- | -------------------------- | -------------------------- | -------------------------- | -------------------------- | -------------------------- | -------------------------- | -------------------------- | -------------------------- | -------------------------- |
| 企画・プロデュース           | 磯山敦                     | 笹木孝弘                   | 笹木孝弘                   | 笹木孝弘                   | 笹木孝弘                   | 笹木孝弘                   | 菊池貞和                   | 大熊一成                   | 大熊一成                   |
| 企画・プロデュース           | 松下卓也                   | 松下卓也                   | 松下卓也                   | 松下卓也                   | 五十嵐秀幸                 | 金子義雄                   | 高見洋平                   | 高見洋平                   | 松本智                     |
| 企画・プロデュース           | 森下勝司                   | 森下勝司                   | 中塚進一                   | 森下勝司                   | 森下勝司                   | 藤咲淳一                   | 上田陽子                   | 石川光久                   | 石川光久                   |
| 企画・プロデュース           | N/A                        | N/A                        | N/A                        | N/A                        | N/A                        | 大塚学                     | 大塚学                     | 大塚学                     | 大塚学                     |
| 企画・プロデュース           | 今井陽介                   | 今井陽介                   | 今井陽介                   | N/A                        | 遠藤哲哉                   | 遠藤哲哉                   | 遠藤哲哉                   | 藤田浩幸                   | 東山敦                     |
| 企画・プロデュース           | 椎名信一                   | 椎名信一                   | 佐藤克己                   | 佐藤克己                   | 佐藤克己                   | 佐藤克己                   | 佐藤克己                   | 古迫智典                   | 坂本篤                     |
| 企画・プロデュース           | 丸山博雄                   |                            |                            |                            |                            |                            |                            |                            |                            |
| プロデューサー               | 木下哲哉 立石謙介 前田俊博 | 木下哲哉 立石謙介 前田俊博 | 木下哲哉 立石謙介 前田俊博 | 木下哲哉 立石謙介 前田俊博 | 木下哲哉 立石謙介 前田俊博 | 木下哲哉 立石謙介 前田俊博 | 木下哲哉 立石謙介 前田俊博 | 木下哲哉 立石謙介 前田俊博 | 木下哲哉 立石謙介 前田俊博 |
| プロデューサー               | 和田丈嗣                   | 和田丈嗣                   | 和田丈嗣                   | 和田丈嗣                   | 和田丈嗣                   | 伊藤整 木村誠              | 伊藤整 木村誠              | 伊藤整 木村誠              | 伊藤整 木村誠              |
| プロデューサー               | 古川慎                     | 岡田大将                   | 遠藤哲哉                   | 遠藤哲哉                   | 清田創也                   | 遠藤哲哉                   | 遠藤哲哉                   | 松本整                     | 遠藤哲哉                   |
| プロデューサー               | 永瀬智人                   | 永瀬智人                   | 西矢泰之                   | 西矢泰之                   | 西矢泰之                   | 西矢泰之                   | 小野里康雄                 | 西矢泰之                   | 西矢泰之                   |
| アニメーションプロデューサー | 中武哲也                   | 中武哲也                   | 中武哲也                   | 中武哲也                   | 中武哲也                   | 松永理人                   | 川越恒                     | 川越恒                     | 川越恒                     |

|                      | 第1期                                                             | 第2期                                                             | 第3期 Part.1                                                      | 第3期 Part.2                                                      | 第4期 Part.1                               | 第4期 Part.2                               | 完結編 （前編）                            | 完結編 （後編）                            |
| -------------------- | ----------------------------------------------------------------- | ----------------------------------------------------------------- | ----------------------------------------------------------------- | ----------------------------------------------------------------- | ------------------------------------------ | ------------------------------------------ | ------------------------------------------ | ------------------------------------------ |
| 原作                 | 諫山創                                                            | 諫山創                                                            | 諫山創                                                            | 諫山創                                                            | 諫山創                                     | 諫山創                                     | 諫山創                                     | 諫山創                                     |
| 監督                 | 荒木哲郎（第2期・第3期は総監督）                                  | 荒木哲郎（第2期・第3期は総監督）                                  | 荒木哲郎（第2期・第3期は総監督）                                  | 荒木哲郎（第2期・第3期は総監督）                                  | 林祐一郎                                   | 林祐一郎                                   | 林祐一郎                                   | 林祐一郎                                   |
| 監督                 | N/A                                                               | 肥塚正史                                                          | 肥塚正史                                                          | 肥塚正史                                                          | 林祐一郎                                   | 林祐一郎                                   | 林祐一郎                                   | 林祐一郎                                   |
| チーフ演出           | N/A                                                               | N/A                                                               | N/A                                                               | N/A                                                               | 宍戸淳                                     | 宍戸淳                                     | 宍戸淳                                     | 宍戸淳                                     |
| 助監督               | 肥塚正史                                                          | N/A                                                               | N/A                                                               | 若野哲也                                                          | N/A                                        | N/A                                        | N/A                                        | N/A                                        |
| 助監督               | 田中洋之                                                          |                                                                   |                                                                   | 若野哲也                                                          | N/A                                        | N/A                                        | N/A                                        | N/A                                        |
| シリーズ構成         | 小林靖子                                                          | 小林靖子                                                          | 小林靖子                                                          | 小林靖子                                                          | 瀬古浩司                                   | 瀬古浩司                                   | 瀬古浩司                                   | 瀬古浩司                                   |
| キャラクターデザイン | 浅野恭司                                                          | 浅野恭司                                                          | 浅野恭司                                                          | 浅野恭司                                                          | 岸友洋                                     | 岸友洋                                     | 岸友洋                                     | 岸友洋                                     |
| 巨人設定             | 千葉崇明                                                          | 千葉崇明                                                          | 千葉崇明                                                          | 千葉崇明                                                          | 千葉崇明                                   | 千葉崇明                                   | N/A                                        |                                            |
| 巨人設定             | N/A                                                               | N/A                                                               | N/A                                                               | N/A                                                               | 佐野誉幸                                   | 佐野誉幸                                   | 佐野誉幸                                   | 佐野誉幸                                   |
| 巨人設定             | N/A                                                               | N/A                                                               | N/A                                                               | N/A                                                               | 池田智志、 小松寛子、 菊池聡延             | 江間一隆                                   | 江間一隆                                   | 江間一隆                                   |
| 巨人設定             | N/A                                                               | N/A                                                               | N/A                                                               | N/A                                                               | 池田智志、 小松寛子、 菊池聡延             | 小田裕康、 土屋亮介                        | N/A                                        | 土屋亮介                                   |
| プロップデザイン     | 肥塚正史                                                          | 胡拓磨                                                            | 胡拓磨                                                            | 胡拓磨                                                            | 大峰輝之、加藤雅之、 久木晃嗣、土屋亮介    | 大峰輝之、加藤雅之、 久木晃嗣、土屋亮介    | 大峰輝之、加藤雅之、 久木晃嗣、土屋亮介    | 大峰輝之、加藤雅之、 久木晃嗣、土屋亮介    |
| プロップデザイン     | N/A                                                               | N/A                                                               | N/A                                                               | 手島舞                                                            | 浅沼信也                                   | 浅沼信也                                   | 杉本ミッシェル                             | 杉本ミッシェル                             |
| ビジュアルコンセプト | 森山洋                                                            | 森山洋                                                            | 森山洋                                                            | 森山洋                                                            | N/A                                        | N/A                                        | N/A                                        | N/A                                        |
| 美術監督             | 吉原俊一郎                                                        | 吉原俊一郎                                                        | 吉原俊一郎                                                        | 吉原俊一郎                                                        | 小倉一男                                   | 根本邦明                                   | 根本邦明                                   | 根本邦明                                   |
| 美術設定             | 谷内優穂                                                          | 谷内優穂                                                          | 谷内優穂                                                          | 谷内優穂                                                          | 須江信人 多田周平 伊良波理沙               | 須江信人 多田周平 伊良波理沙               | 須江信人、 多田周平、 滝沢麻菜美、 斉婉廷  | 須江信人、 多田周平、 滝沢麻菜美、 斉婉廷  |
| 美術設定             | N/A                                                               | N/A                                                               | 藤井一志                                                          | 藤井一志                                                          | 高畠聡、 谷内優穂、 笹嶋啓一               | N/A                                        | 須江信人、 多田周平、 滝沢麻菜美、 斉婉廷  | 須江信人、 多田周平、 滝沢麻菜美、 斉婉廷  |
| 色彩設計             | 橋本賢                                                            | 橋本賢                                                            | 橋本賢                                                            | 橋本賢                                                            | 末永絢子                                   | 大西慈                                     | 大西慈                                     | 大西慈                                     |
| 撮影監督             | 山田和弘                                                          | 山田和弘                                                          | 山田和弘                                                          | 山田和弘                                                          | 浅川茂輝                                   | 浅川茂輝                                   | 浅川茂輝                                   | 浅川茂輝                                   |
| 編集                 | 肥田文                                                            | 肥田文                                                            | 肥田文                                                            | 肥田文                                                            | 吉武将人                                   | 吉武将人                                   | 吉武将人                                   | 吉武将人                                   |
| 3DCG監督             | 籔田修平                                                          | 廣住茂徳                                                          | 廣住茂徳                                                          | 廣住茂徳                                                          | 上薗隆浩                                   | 奥納基、池田昴                             | 奥納基、池田昴                             | 奥納基、池田昴                             |
| 録音スタジオ         | アオイスタジオ                                                    | アオイスタジオ                                                    | アオイスタジオ                                                    | アオイスタジオ                                                    | アオイスタジオ                             | アオイスタジオ                             | アオイスタジオ                             | アオイスタジオ                             |
| 音響監督             | 三間雅文                                                          | 三間雅文                                                          | 三間雅文                                                          | 三間雅文                                                          | 三間雅文                                   | 三間雅文                                   | 三間雅文                                   | 三間雅文                                   |
| 音響効果             | 倉橋静男、山谷尚人                                                | 倉橋静男、山谷尚人                                                | 倉橋静男、山谷尚人                                                | 倉橋静男、山谷尚人                                                | 倉橋静男、山谷尚人                         | 倉橋静男、山谷尚人                         | 倉橋静男、山谷尚人                         | 倉橋静男、山谷尚人                         |
| 音響制作             | テクノサウンド                                                    | テクノサウンド                                                    | テクノサウンド                                                    | テクノサウンド                                                    | テクノサウンド                             | テクノサウンド                             | テクノサウンド                             | テクノサウンド                             |
| 音楽                 | 澤野弘之                                                          | 澤野弘之                                                          | 澤野弘之                                                          | 澤野弘之                                                          | 澤野弘之                                   | 澤野弘之                                   | 澤野弘之                                   | 澤野弘之                                   |
| 音楽                 | N/A                                                               | N/A                                                               | N/A                                                               | N/A                                                               | KOHTA YAMAMOTO                             | KOHTA YAMAMOTO                             | KOHTA YAMAMOTO                             | KOHTA YAMAMOTO                             |
| 音楽制作             | ポニーキャニオン                                                  | ポニーキャニオン                                                  | ポニーキャニオン                                                  | ポニーキャニオン                                                  | ポニーキャニオン                           | ポニーキャニオン                           | ポニーキャニオン                           | ポニーキャニオン                           |
| 制作                 | WIT STUDIO                                                        | WIT STUDIO                                                        | WIT STUDIO                                                        | WIT STUDIO                                                        | MAPPA                                      | MAPPA                                      | MAPPA                                      | MAPPA                                      |
| 製作                 | 「進撃の巨人」製作委員会（TV） 「進撃の巨人」OAD製作委員会（OAD） | 「進撃の巨人」製作委員会（TV） 「進撃の巨人」OAD製作委員会（OAD） | 「進撃の巨人」製作委員会（TV） 「進撃の巨人」OAD製作委員会（OAD） | 「進撃の巨人」製作委員会（TV） 「進撃の巨人」OAD製作委員会（OAD） | 「進撃の巨人」 The Final Season 製作委員会 | 「進撃の巨人」 The Final Season 製作委員会 | 「進撃の巨人」 The Final Season 製作委員会 | 「進撃の巨人」 The Final Season 製作委員会 |

## 主題歌

### テレビアニメ・OAD主題歌
| 作品  | 話数                            | 曲名           | 歌                 | 作詞    | 作曲    | 編曲    |
| ----- | ------------------------------- | -------------- | ------------------ | ------- | ------- | ------- |
| 第1期 | #01 - #13.5 OAD#3.5・3.25・3.75 | 紅蓮の弓矢     | Linked Horizon     | Revo    | Revo    | Revo    |
| 第1期 | #14 - #25 OAD#0.5A&B            | 自由の翼       | Linked Horizon     | Revo    | Revo    | Revo    |
| 第2期 | #26 - #37                       | 心臓を捧げよ！ | Linked Horizon     | Revo    | Revo    | Revo    |
| 第3期 | #38 - #49                       | Red Swan       | YOSHIKI feat. HYDE | YOSHIKI | YOSHIKI | YOSHIKI |
| 第3期 | #50 - #54 #56、#58 - #59        | 憧憬と屍の道   | Linked Horizon     | Revo    | Revo    | Revo    |
| 第4期 | #60 - #75                       | 僕の戦争       | 神聖かまってちゃん | の子    | の子    | 海野恵  |
| 第4期 | #76 - #86                       | The Rumbling   | SiM                | MAH     | SiM     | SiM     |
| 第4期 | #88 - #93                       | 最後の巨人     | Linked Horizon     | Revo    | Revo    | Revo    |

| 作品  | 話数                                 | 曲名                                       | 歌                 | 作詞           | 作曲                    | 編曲                           |
| ----- | ------------------------------------ | ------------------------------------------ | ------------------ | -------------- | ----------------------- | ------------------------------ |
| 第1期 | #02 - #13.5 OAD#3.5・3.25・3.75・??? | 美しき残酷な世界                           | 日笠陽子           | マイクスギヤマ | 石塚玲依                | 根岸貴幸                       |
| 第1期 | #14 - #25 OAD#0.5A&B                 | great escape                               | cinema staff       | 三島想平       | cinema staff            | cinema staff 亀田誠治          |
| 第1期 | OAD#16.5A&B                          | Call your name 〈Gv〉                      | Gemie              | mpi            | 澤野弘之                | 澤野弘之                       |
| 第2期 | #26 - #37                            | 夕暮れの鳥                                 | 神聖かまってちゃん | の子           | の子                    | 神聖かまってちゃん             |
| 第3期 | #39 - #49                            | 暁の鎮魂歌                                 | Linked Horizon     | Revo           | Revo                    | Revo                           |
| 第3期 | #50 - #58                            | Name of Love                               | cinema staff       | 三島想平       | cinema staff 野村陽一郎 | cinema staff 野村陽一郎 熊谷昭 |
| 第4期 | #60 - #75                            | 衝撃                                       | 安藤裕子           | 安藤裕子       | 安藤裕子                | Shigekuni                      |
| 第4期 | #76 - #86                            | 悪魔の子                                   | ヒグチアイ         | ヒグチアイ     | ヒグチアイ              | 兼松衆                         |
| 第4期 | #88 - #94                            | いってらっしゃい                           | ヒグチアイ         | ヒグチアイ     | ヒグチアイ              | Yamato Kasai                   |
| 第4期 | 完結編（前編）                       | UNDER THE TREE                             | SiM                | MAH            | SiM                     | SiM                            |
| 第4期 | 完結編（後編）                       | 二千年... 若しくは... 二万年後の君へ・・・ | Linked Horizon     | Revo           | Revo                    | Revo                           |

挿入歌
「So ist es immer」
OAD#0.5A&Bの挿入歌。作詞はRie、Benjamin & mpi、作曲・編曲 - 澤野弘之、歌はBenjamin。

### 劇場版主題歌
「紅蓮の座標」
劇場版『前編』主題歌。作詞・作曲・編曲はRevo、歌はLinked Horizon。
「自由の代償」
劇場版『後編』主題歌。作詞・作曲・編曲はRevo、歌はLinked Horizon。
「Barricades 〈MOVIEver.〉」
劇場版『Season 2』主題歌。作詞はBenjamin & mpi、作曲・編曲・プロデュースは澤野弘之、ボーカルはYosh。
「AOT2013-2019」
劇場版『クロニクル』主題歌。作詞はRie, Benjamin & mpi、作曲・編曲・プロデュースは澤野弘之、ボーカルはEliana, Laco。

「YAMANAIAME」
劇場版『前編』エンディングテーマ。作詞はBenjamin & mpi、作曲・編曲・プロデュースは澤野弘之、ボーカルはMica Caldito & mpi & Mika Kobayashi。
「theDOGS」
劇場版『後編』エンディングテーマ。作詞はBenjamin & mpi、作曲・編曲・プロデュースは澤野弘之、ボーカルはmpi。

## 各話リスト

### 第1期
| 話数             | サブタイトル                             | 脚本     | 絵コンテ                   | 演出                                        | 作画監督 | 巨人 作画監督 | アクション 作画監督                 | 総作画監督        | 初放送日      |
| ---------------- | ---------------------------------------- | -------- | -------------------------- | ------------------------------------------- | --- | ------------- | ----------------------------------- | ----------------- | ------------- |
| #01              | 二千年後の君へ ―シガンシナ陥落①―         | 小林靖子 | 荒木哲郎                   | 荒木哲郎 田中洋之                           | 千葉崇明 江原康之 菊地聡延 服部一郎                                                                                | -             | 江原康之 今井有文                   | 浅野恭司          | 2013年 4月7日 |
| #02              | その日 ―シガンシナ陥落②―                 | 小林靖子 | 肥塚正史                   | 肥塚正史                                    | 手塚響平 山田歩 門脇聡                                                                                             | -             | 今井有文                            | 門脇聡            | 4月14日       |
| #03              | 絶望の中で鈍く光る ―人類の再起①―         | 瀬古浩司 | 大原実                     | 福本潔                                      | 宮崎里美 工藤晃子 清水勝祐 小野陽子 村上龍一 三宅雄一郎 竹内昭                                                     | -             | 今井有文                            | 浅野恭司 千葉崇明 | 4月21日       |
| #04              | 解散式の夜 ―人類の再起②―                 | 小林靖子 | 別所誠人                   | 別所誠人                                    | 長谷川亨雄 斉藤大輔 宮崎里美 舘崎大 佐藤利幸 清水勝祐 柴田健児 酒井智史                                            | -             | 江原康之                            | 門脇聡            | 4月28日       |
| #05              | 初陣 ―トロスト区攻防戦①―                 | 瀬古浩司 | 江崎慎平                   | 江崎慎平                                    | 山田歩 関口亮輔 河井淳                                                                                             | -             | 今井有文                            | 浅野恭司          | 5月5日        |
| #06              | 少女が見た世界 ―トロスト区攻防戦②―       | 瀬古浩司 | 大原実                     | 池田智美                                    | 宮井加奈 星野玲香 田中美穂                                                                                         | -             | 世良悠子 江原康之                   | 門脇聡            | 5月12日       |
| #07              | 小さな刃 ―トロスト区攻防戦③―             | 瀬古浩司 | 立川譲                     | 立川譲                                      | 千葉崇明 手塚響平                                                                                                  | -             | 今井有文                            | 浅野恭司          | 5月19日       |
| #08              | 心臓の鼓動が聞こえる ―トロスト区攻防戦④― | 高木登   | 平田智浩                   | 南川達馬 菊池聡延 江崎慎平                  | 菊池聡延 山田歩 長谷川ひとみ                                                                                       | 千葉崇明      | 江原康之                            | 門脇聡            | 5月26日       |
| #09              | 左腕の行方 ―トロスト区攻防戦⑤―           | 小林靖子 | 山本秀世                   | 藤原佳幸                                    | 小泉初栄 宮崎里美 斉藤大輔 酒井智史                                                                                | 千葉崇明      | 世良悠子                            | 浅野恭司          | 6月2日        |
| #10              | 応える ―トロスト区攻防戦⑥―               | 瀬古浩司 | 田中洋之                   | 田中洋之                                    | 関口亮輔 山本祐子 山村俊了 北田勝彦                                                                                | 千葉崇明      | 今井有文                            | 門脇聡            | 6月9日        |
| #11              | 偶像 ―トロスト区攻防戦⑦―                 | 瀬古浩司 | 大原実                     | 福本潔                                      | 山崎輝彦 宮崎里美 小泉初栄 斉藤大輔 酒井智史 舘崎大                                                                | 千葉崇明      | 江原康之                            | 浅野恭司          | 6月16日       |
| #12              | 傷 ―トロスト区攻防戦⑧―                   | 高木登   | 矢島サコ美                 | いとがしんたろー                            | 菊地聡延 手塚響平 千葉崇明                                                                                         | 千葉崇明      | 世良悠子                            | 門脇聡            | 6月23日       |
| #13              | 原初的欲求 ―トロスト区攻防戦⑨―           | 高木登   | 肥塚正史                   | 肥塚正史                                    | 山田歩 田中春香 富田恵美                                                                                           | 千葉崇明      | 今井有文                            | 浅野恭司          | 6月30日       |
| #13.5 （総集編） | あの日から                               | -        | -                          | -                                           | - | -             | -                                   | -                 | 7月7日        |
| #14              | まだ目を見れない ―反撃前夜①―             | 小林靖子 | 矢島サコ美                 | 江崎慎平 大西景介                           | 長谷川ひとみ 山本祐子 西尾智恵                                                                                     | -             | 江原康之                            | 門脇聡            | 7月14日       |
| #15              | 特別作戦班 ―反撃前夜②―                   | 瀬古浩司 | 笹嶋啓一                   | 福本潔                                      | 宮崎里美 小泉初栄 斉藤大輔 酒井智史                                                                                | 千葉崇明      | 世良悠子                            | 浅野恭司          | 7月21日       |
| #16              | 今、何をすべきか ―反撃前夜③―             | 小林靖子 | 矢島サコ美                 | 室谷靖 大西景介                             | 宮崎里美 佐藤利幸 山村俊了 菊地聡延 酒井智史 野崎真一                                                              | 千葉崇明      | -                                   | 門脇聡            | 7月28日       |
| #17              | 女型の巨人 ―第57回壁外調査①―             | 瀬古浩司 | 徳土大介                   | 徳土大介 肥塚正史                           | 千葉崇明 山田歩 手塚響平                                                                                           | 千葉崇明      | 江原康之                            | 浅野恭司          | 8月4日        |
| #18              | 巨大樹の森 ―第57回壁外調査②―             | 瀬古浩司 | 若林信                     | 若林信 田中洋之                             | 北田勝彦 田中春香 富田恵美 山本祐子                                                                                | 千葉崇明      | 今井有文                            | 門脇聡            | 8月11日       |
| #19              | 噛みつく ―第57回壁外調査③―               | 高木登   | 平田智浩                   | 池田智美 福本潔                             | 宮井加奈 たなかみほ 星野玲香 石井ゆみこ 佐藤利幸 宮崎里美                                                          | 千葉崇明      | 世良悠子                            | 浅野恭司          | 8月18日       |
| #20              | エルヴィン・スミス ―第57回壁外調査④―     | 小林靖子 | 矢島サコ美                 | いとがしんたろー                            | サトウミチオ 宮崎里美 長谷川ひとみ                                                                                 | 千葉崇明      | 江原康之                            | 門脇聡            | 8月25日       |
| #21              | 鉄槌 ―第57回壁外調査⑤―                   | 高木登   | 平田智浩                   | 田中洋之 室谷靖                             | 千葉崇明 手塚響平 山田歩                                                                                           | 千葉崇明      | 今井有文 世良悠子                   | 浅野恭司          | 9月1日        |
| #22              | 敗者達 ―第57回壁外調査⑥―                 | 高木登   | 江崎慎平                   | 江崎慎平 別所誠人                           | 富田恵美 山本祐子 田中春香 斎藤大輔                                                                                | 千葉崇明      | 世良悠子 佐藤誠之                   | 門脇聡            | 9月8日        |
| #23              | 微笑み ―ストヘス区急襲①―                 | 瀬古浩司 | 小松田大全                 | 山田弘和                                    | 長谷川ひとみ 佐藤陽子 藤田正幸 世良コータ 杉崎由佳 野村雅史 キム・デ・フン                                         | -             | 江原康之                            | 浅野恭司          | 9月15日       |
| #24              | 慈悲 ―ストヘス区急襲②―                   | 小林靖子 | 横山彰利                   | 横山彰利 田中洋之                           | 千葉崇明 手塚響平 山田歩                                                                                           | -             | 江原康之 今井有文                   | 門脇聡            | 9月22日       |
| #25              | 壁 ―ストヘス区急襲③―                     | 小林靖子 | 平田智浩 肥塚正史 荒木哲郎 | いとがしんたろー 徳土大介 肥塚正史 荒木哲郎 | 佐藤陽子 宮崎里美 田中春香 山本祐子 胡拓磨 長谷川ひとみ 杉崎由佳 富田恵美 山田歩 手塚響平 千葉崇明 門脇聡 浅野恭司 | 千葉崇明      | 佐藤誠之 世良悠子 江原康之 今井有文 | 浅野恭司          | 9月29日       |

### 第2期（Season2）
| 話数       | サブタイトル | 脚本     | 絵コンテ            | 演出                                | 作画監督                                                                           | 巨人 作画監督 | アクション 作画監督      | 総作画監督             | 初放送日      |
| ---------- | ------------ | -------- | ------------------- | ----------------------------------- | ---------------------------------------------------------------------------------- | ------------- | ------------------------ | ---------------------- | ------------- |
| #26 （1）  | 獣の巨人     | 小林靖子 | 肥塚正史            | 田中洋之                            | 浅野恭司 千葉崇明 大杉尚広                                                         | -             | 胡拓磨                   | 浅野恭司               | 2017年 4月1日 |
| #27 （2）  | ただいま     | 小林靖子 | 肥塚正史            | 井端義秀                            | 山田歩 加藤美穂 山本祐子 稲吉朝子                                                  | -             | 世良悠子                 | 山田歩                 | 4月8日        |
| #28 （3）  | 南西へ       | 瀬古浩司 | 牧原亮太郎          | 居村健治                            | 野崎あつこ 荒尾英幸                                                                | -             | 胡拓磨                   | 門脇聡                 | 4月15日       |
| #29 （4）  | 兵士         | 瀬古浩司 | 岩瀧智              | 江副仁美                            | 浅野恭司 手塚響平 山下恵 門倉世央子 大杉尚広                                       | -             | 今井有文                 | 浅野恭司               | 4月22日       |
| #30 （5）  | ヒストリア   | 小林靖子 | 若野哲也 平尾隆之   | 若野哲也                            | 稲吉朝子 千葉崇明 荒尾英幸 加藤万由子 山田歩                                       | -             | 世良悠子                 | 山田歩                 | 4月29日       |
| #31 （6）  | 戦士         | 瀬古浩司 | 田中洋之            | 田中洋之                            | 門脇聡 大杉尚広 加藤美穂 山本祐子                                                  | -             | 胡拓磨                   | 門脇聡                 | 5月6日        |
| #32 （7）  | 打・投・極   | 瀬古浩司 | 平尾隆之            | 平尾隆之                            | 荒尾英幸 野崎あつこ 千葉崇明 加藤万由子 菊池聡延                                   | 千葉崇明      | 今井有文 胡拓磨          | 浅野恭司               | 5月13日       |
| #33 （8）  | 追う者       | 小林靖子 | 牧原亮太郎          | 河井ゆう美                          | 手塚響平 門倉世央子 横山愛 室山祥子 山田歩                                         | -             | 世良悠子                 | 山田歩                 | 5月20日       |
| #34 （9）  | 開口         | 瀬古浩司 | 井端義秀            | 井端義秀                            | 大杉尚広 加藤美穂 宮崎里美 山本裕子 丸藤広貴                                       | -             | -                        | 門脇聡                 | 5月27日       |
| #35 （10） | 子供達       | 瀬古浩司 | 宮地☆昌幸           | 居村健治                            | 千葉崇明 山下恵 浅野恭司 荒尾英幸 丸藤広貴 宮崎里美 大杉尚広 門倉世央子 山本裕子   | -             | 胡拓磨                   | 浅野恭司               | 6月3日        |
| #36 （11） | 突撃         | 瀬古浩司 | 平尾隆之            | 田中洋之 赤松康裕                   | 山田歩 浅野恭司 千葉崇明 手塚響平 丸藤広貴 加藤美穂 門倉世央子                     | -             | 今井有文 世良悠子        | 山田歩                 | 6月10日       |
| #37 （12） | 叫び         | 小林靖子 | 佐藤雄三 牧原亮太郎 | 菊池聡延 井端義秀 荒木哲郎 平尾隆之 | 宮崎里美 菊池聡延 胡拓磨 大杉尚広 手塚響平 長谷川ひとみ 千葉崇明 加藤美穂 山本祐子 | -             | 胡拓磨 今井有文 世良悠子 | 門脇聡 浅野恭司 山田歩 | 6月17日       |

### 第3期（Season3）
| 話数              | サブタイトル   | 脚本     | 絵コンテ          | 演出                               | 作画監督 | 巨人 作画監督 | アクション 作画監督      | 総作画監督      | 初放送日       |        |
| Part.1            | Part.1         | Part.1   | Part.1            | Part.1                             | Part.1 | Part.1        | Part.1                   | Part.1          | Part.1         | Part.1 |
| ----------------- | -------------- | -------- | ----------------- | ---------------------------------- | --- | ------------- | ------------------------ | --------------- | -------------- | ------ |
| #38 （1）         | 狼煙           | 小林靖子 | 肥塚正史          | 田中洋之                           | 千葉崇明 宮崎里美 大杉尚広 | -             | 胡拓磨                   | 浅野恭司        | 2018年 7月23日 |        |
| #39 （2）         | 痛み           | 小林靖子 | 平尾隆之          | いとがしんたろー                   | 富田恵美 手島舞 田村恭穂 | -             | 今井有文 世良悠子        | 門脇聡          | 7月30日        |        |
| #40 （3）         | 昔話           | 瀬古浩司 | 森田宏幸          | 平向智子                           | 山本祐子 大杉尚広 千葉崇明 | -             | 世良悠子                 | 浅野恭司        | 8月6日         |        |
| #41 （4）         | 信頼           | 瀬古浩司 | 牧原亮太郎        | 桜庭愛子                           | 千葉崇明 宮崎里美 手島舞 | -             | 胡拓磨                   | 門脇聡          | 8月13日        |        |
| #42 （5）         | 回答           | 小林靖子 | 川尻善昭          | 小室未来                           | 富田恵美 田村恭穂 | -             | -                        | 浅野恭司        | 8月20日        |        |
| #43 （6）         | 罪             | 瀬古浩司 | 伊藤智彦          | 河原隆太                           | 長谷川ひとみ 山本祐子 大杉尚弘 宮崎里美                                                                                       | -             | 胡拓磨                   | 門脇聡          | 8月27日        |        |
| #44 （7）         | 願い           | 瀬古浩司 | 佐藤雄三          | 田中洋之 安藤貴史                  | 千葉崇明 富田恵美 宮崎里美 手島舞 田村恭穂 山本祐子                                                                           | -             | 今井有文 世良悠子        | 浅野恭司        | 9月3日         |        |
| #45 （8）         | オルブド区外壁 | 小林靖子 | 森田宏幸          | 浅見松雄 東亮祐                    | 大杉尚広 伊澤珠美 富田恵美 手島舞 みうらたけひろ 田中正晃 田村恭穂 肥塚正史                                                   | -             | 胡拓磨                   | 門脇聡          | 9月10日        |        |
| #46 （9）         | 壁の王         | 瀬古浩司 | 樋口真嗣 赤松康裕 | 赤松康裕                           | 手塚響平 山本祐子 宮崎里美 千葉崇明                                                                                           | -             | 今井有文 胡拓磨 世良悠子 | 浅野恭司        | 9月17日        |        |
| #47 （10）        | 友人           | 瀬古浩司 | 宮地☆昌幸         | いとがしんたろー 桜庭愛子          | 田村恭穂 世良悠子 長谷川ひとみ 千葉崇明 手島舞 田中正晃 宮村明 富田恵美                                                       | -             | 胡拓磨                   | 門脇聡          | 9月24日        |        |
| #48 （11）        | 傍観者         | 小林靖子 | 原博              | 浅見松雄 安藤健 内田信吾           | 宮崎里美 みうらたけひろ 大杉尚広 山本祐子 工藤大誠 千葉崇明 胡拓磨 富田恵美 長谷川ひとみ 田中正晃 手島舞 田村恭穂 宮村明 楊鵬 | -             | 世良悠子                 | 浅野恭司        | 10月8日        |        |
| #49 （12）        | 奪還作戦の夜   | 瀬古浩司 | 長沼範裕          | 安藤貴史 赤松康裕                  | 下條祐未 升谷由紀 川﨑玲奈 手塚響平 山下恵 伊澤珠美 千葉崇明 富田恵美 田中正晃 浅野恭司 工藤大誠 手島舞 長谷川ひとみ 宮崎里美 | -             | 胡拓磨                   | 門脇聡 浅野恭司 | 10月15日       |        |
| Part.2            |                |          |                   |                                    | |               |                          |                 |                |        |
| #50 （13） 〈1〉  | はじまりの街   | 小林靖子 | 宮地☆昌幸         | 田中洋之 手島舞                    | 宮崎里美 千葉崇明 大杉尚広 | 千葉崇明      | 胡拓磨                   | 浅野恭司        | 2019年 4月29日 |        |
| #51 （14） 〈2〉  | 雷槍           | 瀬古浩司 | 横山彰利          | 横山彰利 赤松康裕                  | 菊池聡延 田村恭穂 宮崎里美 千葉崇明 大杉尚広                                                                                  | -             | 今井有文 三木達也        | 門脇聡          | 5月6日         |        |
| #52 （15） 〈3〉  | 光臨           | 瀬古浩司 | マササ・伊藤      | 内田信吾 高橋謙仁 手島舞 江副仁美  | 升谷由紀 伊澤珠美 川﨑玲奈 山下恵 徳田夢之助 大杉尚広                                                                         | 千葉崇明      | 橋本尚典                 | 浅野恭司        | 5月13日        |        |
| #53 （16） 〈4〉  | 完全試合       | 瀬古浩司 | 村田和也          | 若野哲也                           | 下條祐未 千葉崇明 山本祐子 宮村明 楊鵬 菊池聡延                                                                               | 千葉崇明      | 胡拓磨                   | 門脇聡          | 5月20日        |        |
| #54 （17） 〈5〉  | 勇者           | 瀬古浩司 | 横山彰利          | 金森陽子 横山彰利 荒木哲郎         | 千葉崇明 大杉尚広 菊池聡延 宮崎里美 宮村明 田村恭穂 胡拓磨                                                                    | 千葉崇明      | 今井有文                 | 浅野恭司        | 5月27日        |        |
| #55 （18） 〈6〉  | 白夜           | 瀬古浩司 | 佐藤雄三          | 田中洋之 いとがしんたろー          | 菊池聡延 下條祐未 西原恵利香 手塚響平 大杉尚広 宮村明 千葉崇明 田村恭穂 富田恵美                                              | 千葉崇明      | 胡拓磨                   | 門脇聡          | 6月3日         |        |
| #56 （19） 〈7〉  | 地下室         | 小林靖子 | 宮地☆昌幸         | 手島舞 江副仁美                    | 手塚響平 大杉尚広 千葉崇明 山本裕子 宮崎里美 菊池聡延 下條祐未 西原恵利香                                                     | -             | 今井有文                 | 浅野恭司        | 6月10日        |        |
| #57 （20） 〈8〉  | あの日         | 瀬古浩司 | 金森陽子          | 金森陽子                           | 髙部光章 胡拓磨 千葉崇明 田村恭穂 宮村明 菊池聡延 下條祐未 西原恵利香 手塚響平 伊澤珠美                                       | 千葉崇明      | 胡拓磨                   | 門脇聡 浅野恭司 | 6月17日        |        |
| #58 （21） 〈9〉  | 進撃の巨人     | 瀬古浩司 | 赤松康裕          | 赤松康裕                           | 山田歩 | 千葉崇明      | -                        | 浅野恭司        | 6月24日        |        |
| #59 （22） 〈10〉 | 壁の向こう側   | 小林靖子 | 小松田大全        | 若野哲也 いとがしんたろー 荒木哲郎 | 肥塚正史 大杉尚広 高部光章 西原惠利香 宮崎里美 田村恭穗 胡拓磨 千葉崇明 手島舞 升谷由紀 田中紀衣 伊澤珠美 山本祐子 手塚響平   | 千葉崇明      | -                        | 浅野恭司 門脇聡 | 7月1日         |        |

### 第4期（The Final Season）
| 話数              | サブタイトル         | サブタイトル                                                | 脚本     | 絵コンテ                                       | 演出                                         | 作画監督 | エフェクト 作画監督                          | 総作画監督                                          | 初放送日       |
| Part 1            | Part 1               | Part 1                                                      | Part 1   | Part 1                                         | Part 1                                       | Part 1 | Part 1                                       | Part 1                                              | Part 1         |
| ----------------- | -------------------- | ----------------------------------------------------------- | -------- | ---------------------------------------------- | -------------------------------------------- | --- | -------------------------------------------- | --------------------------------------------------- | -------------- |
| #60 （1）         | 海の向こう側         | 海の向こう側                                                | 瀬古浩司 | 宍戸淳                                         | 牧田佳織                                     | 池田智志 加藤雅之 木村友紀 | 古俣太一 酒井智史                            | 新沼大祐                                            | 2020年 12月7日 |
| #61 （2）         | 闇夜の列車           | 闇夜の列車                                                  | 瀬古浩司 | 徳土大介                                       | 徳土大介                                     | 朴旲烈 岸香織 | 酒井智史                                     | 新沼大祐                                            | 12月14日       |
| #62 （3）         | 希望の扉             | 希望の扉                                                    | 瀬古浩司 | 西山壮海 林祐一郎                              | 青島昂希 西山壮海                            | 伊藤瑞樹 津幡佳明 小美野雅彦 佐野誉幸 青野厚司 小林ゆかり | 村松尚雄                                     | 新沼大祐                                            | 12月21日       |
| #63 （4）         | 手から手へ           | 手から手へ                                                  | 瀬古浩司 | 西本由紀夫 林祐一郎 小松寛子 [ 注 29 ]         | 茉田哲明                                     | 宇良隆太 藤優子 | -                                            | 秋田学                                              | 12月28日       |
| #64 （5）         | 宣戦布告             | 宣戦布告                                                    | 瀬古浩司 | 大塩万次郎                                     | 大峰輝之                                     | 小松寛子 柳瀬譲二 佐野誉幸 | 古俣太一 酒井智史                            | 高原修司                                            | 2021年 1月11日 |
| #65 （6）         | 戦鎚の巨人           | 戦鎚の巨人                                                  | 瀬古浩司 | 宍戸淳                                         | 曹毅 金子貴弘                                | 池田智志 加藤雅之 朴旲烈 岸香織 | 古俣太一 酒井智史 村松尚雄                   | 新沼大祐 秋田学                                     | 1月18日        |
| #66 （7）         | 強襲                 | 強襲                                                        | 瀬古浩司 | 宍戸淳 林祐一郎                                | 宍戸淳                                       | 杉本ミッシェル 阿比留隆彦 小松寛子 伊藤瑞希 大津直 野崎真一 本田敬一 本多みゆき 浅尾宏成 柴田志朗 松岡秀明                                                                  | 古俣太一 酒井智史 村松尚雄 松井アキラ        | 桑原幹根 崔ふみひで 山口仁七                        | 1月25日        |
| #67 （8）         | 凶弾                 | 凶弾                                                        | 瀬古浩司 | 金井次朗 宍戸淳                                | 髙橋英俊 楊烈駿 山本陽介                     | 髙田晃 小池智史 楊烈駿 章耀 | 酒井智史 村松尚雄                            | 高原修司 山口仁七                                   | 2月1日         |
| #68 （9）         | 義勇兵               | 義勇兵                                                      | 瀬古浩司 | 西山壮海 林祐一郎 小松寛子 [ 注 29 ]           | 青島昂希                                     | 佐野誉幸 王維慶 池田智志 岸香織 加藤雅之 柳瀬譲二 平野翔 | 古俣太一 村松尚雄                            | 新沼大祐 秋田学 岸友洋                              | 2月8日         |
| #69 （10）        | 正論                 | 正論                                                        | 瀬古浩司 | 新留俊哉 林祐一郎                              | 牧田佳織                                     | 小松寛子 伊藤瑞希 戸沢東 皆川愛香利 大東百合恵 福田紀之 高橋美香 野崎真一 野口征恒                                                                                          | -                                            | 高原修司 山口仁七 岸友洋                            | 2月15日        |
| #70 （11）        | 偽り者               | 偽り者                                                      | 瀬古浩司 | 大峰輝之                                       | 大峰輝之                                     | 朴旲烈 杉本ミッシェル 池田智志 加藤雅之 王維慶 | 村松尚雄                                     | 新沼大祐 秋田学                                     | 2月22日        |
| #71 （12）        | 導く者               | 導く者                                                      | 瀬古浩司 | オグロアキラ 林祐一郎                          | 森邦宏                                       | Won Chang hee 平野翔 柳瀬譲二 皆川愛香利 伊藤瑞希 小松寬子 チャン・フイギュ キム・ユンジョン                                                                                | 酒井智史                                     | 高原修司 山口仁七                                   | 3月1日         |
| #72 （13）        | 森の子ら             | 森の子ら                                                    | 瀬古浩司 | 佐藤雄三 林祐一郎                              | 下司泰弘 宇田鋼之介                          | 池田智志 王維慶 岸香織 杉本ミッシェル 朴旲烈 柴田志朗 加藤雅之 高原修司 野崎真一 佐野誉幸 岡真理子 石川佳代子                                                               | 酒井智史                                     | 新沼大祐 秋田学                                     | 3月8日         |
| #73 （14）        | 暴悪                 | 暴悪                                                        | 瀬古浩司 | 片山一良                                       | 宍戸淳                                       | 小松寛子 皆川愛香利 杉本ミッシェル 池田智志 伊藤瑞希 久木晃嗣 大津直 佐野誉幸 平野翔 加野晃 新岡浩美 河村明夫 北村晋哉 王維慶                                               | 酒井智史 古俣太一                            | 高原修司 山口仁七 秋田学 新沼大祐                   | 3月15日        |
| #74 （15）        | 唯一の救い           | 唯一の救い                                                  | 瀬古浩司 | 宮地☆昌幸                                      | 山﨑みつえ                                   | 阿比留隆彦 梁炳吉 石川佳代子 岡真里子 王維慶 加藤雅之 杉本ミッシェル 伊藤瑞希 岩瀧智 池田智志 久木晃嗣                                                                      | 酒井智史                                     | 新沼大祐 秋田学 高原修司                            | 3月22日        |
| #75 （16）        | 天地                 | 天地                                                        | 瀬古浩司 | 伊藤祐毅                                       | 大峰輝之 平向智子 宍戸淳 山﨑みつえ 林祐一郎 | 朴旲烈 小松寛子 皆川愛香利 池田智志 杉本ミッシェル 松井アキラ 加藤雅之 王維慶 伊藤瑞樹 久木晃嗣 佐野誉幸 岩瀧智                                                             | 酒井智史                                     | 新沼大祐 秋田学 高原修司 山口仁七                   | 3月29日        |
| Part 2            |                      |                                                             |          |                                                |                                              | |                                              |                                                     |                |
| #76 （17） 〈1〉  | 断罪                 | 断罪                                                        | 瀬古浩司 | 片山一良                                       | 林祐一郎                                     | 杉本ミッシェル 岩瀧智 藤田正幸 糸井恵 | 岩瀧智 古俣太一 酒井智史                     | 秋田学                                              | 2022年 1月10日 |
| #77 （18） 〈2〉  | 騙し討ち             | 騙し討ち                                                    | 瀬古浩司 | 林祐一郎 工藤晃子                              | 宍戸淳                                       | 朴旲烈 崔ふみひで | 古俣太一 酒井智史 小澤和則                   | 山口仁七 秋田学                                     | 1月17日        |
| #78 （19） 〈3〉  | 兄と弟               | 兄と弟                                                      | 瀬古浩司 | 林祐一郎 小松寛子 [ 注 29 ] 大峰輝之 [ 注 29 ] | 大峰輝之                                     | 小松寛子 皆川愛香利 篠原健二 岩瀧智 佐野誉幸 池田智志 | 古俣太一 酒井智史 岩瀧智 小澤和則            | 新沼大祐 岸友洋 秋田学 山口仁七                     | 1月24日        |
| #79 （20） 〈4〉  | 未来の記憶           | 未来の記憶                                                  | 瀬古浩司 | 林祐一郎 五十嵐季旺 [ 注 29 ]                  | 青島昂希                                     | 皆川愛香利 松岡秀明 王維慶 藤田正幸 高瀬言 岡崎洋美 吉岡勝 顧金秋 杭新華 陳玉峰 趙玲                                                                                        | 酒井智史 小澤和則                            | 北尾勝 山口仁七 新沼大祐 秋田学 崔ふみひで 岸友洋   | 1月30日        |
| #80 （21） 〈5〉  | 二千年前の君から     | 二千年前の君から                                            | 瀬古浩司 | 片山一良 林祐一郎                              | 松浦直紀                                     | 朴旲烈 山中いづみ 篠原健二 齊田博之 邱明哲 足利真美恵 佐野誉幸 顧金秋 杭新華 陳玉峰 趙玲                                                                                    | 古俣太一 酒井智史 小澤和則                   | 秋田学 山口仁七                                     | 2月7日         |
| #81 （22） 〈6〉  | 氷解                 | 氷解                                                        | 瀬古浩司 | 宍戸淳                                         | 原英和 五十嵐季旺                            | 杉本ミッシェル 池田智志 静佳見 邱明哲 王維慶 朴旲烈 皆川愛香利 松岡秀明 藤田正幸 吉岡勝 岡崎洋美 明光 盛嘉宝 呉建兵 顧金秋 杭新華 陳玉峰 趙玲                               | 古俣太一 酒井智史 小澤和則 川原智弘          | 新沼大祐 山口仁七                                   | 2月14日        |
| #82 （23） 〈7〉  | 夕焼け               | 夕焼け                                                      | 瀬古浩司 | 山﨑みつえ                                     | 山﨑みつえ                                   | 桑原幹根 崔ふみひで 佐野誉幸 松岡秀明 藤田正幸 山中いづみ 照屋朋美 羅燦然                                                                                                   | 古俣太一                                     | 秋田学 山口仁七                                     | 2月21日        |
| #83 （24） 〈8〉  | 矜持                 | 矜持                                                        | 瀬古浩司 | 岩瀧智                                         | 三宅和男                                     | 吉備団子14号 小松寛子 桑原幹根 杉埜はると 佐野誉幸 岡田豊広 河村涼子 邱明哲                                                                                                 | 古俣太一                                     | 崔ふみひで                                          | 2月28日        |
| #84 （25） 〈9〉  | 終末の夜             | 終末の夜                                                    | 瀬古浩司 | 浜崎博嗣                                       | 山﨑みつえ                                   | 齊田博之 松岡秀明 吉岡勝 三浦雅子 篠原健二 皆川愛香利 谷川政輝 しまだひであき 川原智弘                                                                                      | 酒井智史                                     | 秋田学 北尾勝 岸友洋                                | 3月7日         |
| #85 （26） 〈10〉 | 裏切り者             | 裏切り者                                                    | 瀬古浩司 | 片山一良 林祐一郎                              | 大峰輝之                                     | 王維慶 朴吴烈 静佳見 小泉寛之 松岡秀明 吉備団子14号 吉岡勝 藤田正幸 佐野誉幸 山口響 光の園・アニメーション                                                                  | 古俣太一 酒井智史 小澤和則                   | 新沼大祐 山口仁七                                   | 3月14日        |
| #86 （27） 〈11〉 | 懐古                 | 懐古                                                        | 瀬古浩司 | 寺岡巌                                         | 宍戸淳 林祐一郎                              | 桑原幹根 齊田博之 小松寛子 邱明哲 杉埜はると 杉本ミッシェル 皆川愛香利 篠原健二 松岡秀明 吉岡勝 戸沢東 井上修一 辻村幸輝 若狭賢史 菊池有騎 高瀬言 舘崎大 佐野誉幸           | 古俣太一 酒井智史 川原智弘 小澤和則 超級豆仁 | 秋田学 崔ふみひで 山口仁七                          | 3月21日        |
| #87 （28） 〈12〉 | 人類の夜明け         | 人類の夜明け                                                | 瀬古浩司 | 原英和 赤根和樹 林祐一郎                       | 原英和 山﨑みつえ 五十嵐季旺                 | 池田智志 小松寛子 齊田博之 伊藤瑞希 王維慶 末澤卓哉 北尾勝 宍戸淳 朴旲烈 松岡秀明 藤田亜耶乃 邱明哲 皆川愛香利 篠原健二 杉埜はると 吉岡勝 静佳見 菊池有騎 三浦雅子 佐野誉幸 | 古俣太一 酒井智史 岩瀧智 大峰輝之            | 新沼大祐 秋田学 桑原幹根 山口仁七 崔ふみひで 岸友洋 | 4月4日         |
| 完結編（前編）    |                      |                                                             |          |                                                |                                              | |                                              |                                                     |                |
| #88 （29） 〈1〉  | 地鳴らし             | 第一章 地鳴らし第二章 罪人たち                              | 瀬古浩司 | 林祐一郎                                       | 林祐一郎                                     | 小松寛子 朴旲烈 | 古俣太一 酒井智史                            | 秋田学 岸友洋 山口仁七                              | 2023年 3月4日  |
| #89 （30） 〈2〉  | 自由の翼             | 第一章 地鳴らし第二章 罪人たち                              | 瀬古浩司 | 林祐一郎                                       | 林祐一郎 五十嵐季旺                          | 小松寛子 朴旲烈 崔ふみひで 桑原幹根 篠原健二 中村和代 皆川愛香利 | 古俣太一 酒井智史                            | 新沼大祐 秋田学                                     | 2023年 3月4日  |
| #90 （31） 〈3〉  | 絶望の淵にて         | 第一章 地鳴らし第二章 罪人たち                              | 瀬古浩司 | 林祐一郎 愛敬亮太                              | 宍戸淳 愛敬亮太                              | 邱明晢 静佳見 藤木奈々 皆川愛香利 横手雅子 桑原幹根 杉本ミッシェル | 古俣太一 酒井智史 有澤寬                     | 岸友洋 新沼大祐 秋田学 山口仁七                     | 2023年 3月4日  |
| 完結編（後編）    |                      |                                                             |          |                                                |                                              | |                                              |                                                     |                |
| #91 （32） 〈4〉  | 天と地の戦い         | 第三章 天と地の戦い第四章 長い夢最終章 あの丘の木に向かって | 瀬古浩司 | 林祐一郎                                       | 宍戸淳                                       | 朴旲烈 中村和代 野崎真一 静佳見 崔ふみひで 藤木奈々 桑原幹根 山本正文 Kim Yon Joung Um Ju Hyeong                                                                            | 古俣太一 酒井智史                            | 秋田学 新沼大祐                                     | 11月5日        |
| #92 （33） 〈5〉  | 心臓を捧げよ         | 第三章 天と地の戦い第四章 長い夢最終章 あの丘の木に向かって | 瀬古浩司 | 林祐一郎                                       | 宍戸淳 五十嵐季旺                            | 朴旲烈 桑原幹根 崔ふみひで 中村和代 邱明哲 篠原健二 朱世杰 | 古俣太一 酒井智史 有澤寛                     | 秋田学 新沼大祐 岸友洋                              | 11月5日        |
| #93 （34） 〈6〉  | 長い夢               | 第三章 天と地の戦い第四章 長い夢最終章 あの丘の木に向かって | 瀬古浩司 | 林祐一郎 今井有文                              | 林祐一郎 五十嵐季旺                          | 邱明哲 篠原健二 朱世杰 静佳見 山口仁七 金田莉子 山本正文 三浦雅子 皆川愛香利                                                                                                | 古俣太一 酒井智史 有澤寛                     | 秋田学 新沼大祐 岸友洋 桑原幹根 崔ふみひで          | 11月5日        |
| #94 （35） 〈7〉  | あの丘の木に向かって | 第三章 天と地の戦い第四章 長い夢最終章 あの丘の木に向かって | 瀬古浩司 | 林祐一郎                                       | 林祐一郎                                     | 皆川愛香利 横手雅子 中村和代 河野真貴 山本正文 朴旲烈 池田智志 | 古俣太一 酒井智史 髙野徹                     | 岸友洋 秋田学                                       | 11月5日        |

### OAD
| 話数       | サブタイトル                        | 脚本              | 絵コンテ           | 演出                                | 作画監督                                                | 巨人 作画監督 | アクション 作画監督 | 総作画監督      | コミックス 収録巻 | 発売日         |
| ---------- | ----------------------------------- | ----------------- | ------------------ | ----------------------------------- | ------------------------------------------------------- | ------------- | ------------------- | --------------- | ----------------- | -------------- |
| #3.5       | イルゼの手帳 ―ある調査兵団員の手記― | 瀬古浩司          | 笹嶋啓一           | 山田弘和                            | 胡拓磨 富田恵美 佐藤陽子 加藤美穂 山本祐子 佐藤道雄     | 千葉崇明      | 今井有文            | 門脇聡          | 第12巻 限定版     | 2013年 12月9日 |
| #3.25      | 突然の来訪者 ―苛まれる青春の呪い―   | 瀬古浩司          | 笹嶋啓一 荒木哲郎  | 田中洋之 肥塚正史 いとがしんたろー  | 杉崎由佳 加藤美穂 富田恵美                              | -             | 今井有文            | 浅野恭司        | 第13巻 限定版     | 2014年 4月9日  |
| #3.75      | 困難                                | 高木登            | 田中洋之           | 田中洋之 金森陽子 いとがしんたろー  | 富田恵美 加藤美穂 杉崎由佳                              | -             | 今井有文            | 門脇聡          | 第14巻 限定版     | 8月8日         |
| #0.5A      | 悔いなき選択 ―前編―                 | 小林靖子          | 肥塚正史           | 肥塚正史 いとがしんたろー           | 山田歩                                                  | -             | 今井有文            | 浅野恭司        | 第15巻 限定版     | 12月9日        |
| #0.5B      | 悔いなき選択 ―後編―                 | 小林靖子          | 宮地☆昌幸 荒木哲郎 | 宮地☆昌幸 いとがしんたろー 荒木哲郎 | 富田恵美 菊池聡延                                       | 菊池聡延      | 今井有文            | 浅野恭司        | 第16巻 限定版     | 2015年 4月9日  |
| LOST GIRLS |                                     |                   |                    |                                     |                                                         |               |                     |                 |                   |                |
| #16.5A     | Wall Sina,Goodbye ―前編―            | 瀬古浩司 荒木哲郎 | 肥塚正史           | 菊池聡延                            | 菊池聡延 田村恭穂 手島舞 千葉崇明                       | -             | -                   | 浅野恭司        | 第24巻 限定版     | 2017年 12月8日 |
| #16.5B     | Wall Sina,Goodbye ―後編―            | 瀬古浩司 荒木哲郎 | 平川哲生           | 井端義秀                            | 浅野恭司 宮崎里美 手島舞 富田恵美 千葉崇明              | -             | -                   | 浅野恭司        | 第25巻 限定版     | 2018年 4月9日  |
| #???       | Lost in the cruel world             | 瀬古浩司 荒木哲郎 | 田中洋之           | 田中洋之                            | 長谷川ひとみ 宮崎里美 手島舞 富田恵美 千葉崇明 田村恭穂 | -             | -                   | 浅野恭司 門脇聡 | 第26巻 限定版     | 8月9日         |

### 劇場版
| サブタイトル             | 劇場版構成      | 脚本                     | 絵コンテ | 演出              | 作画監督 | リメークパート 作画監督 | 総作画監督 | 公開日         |
| ------------------------ | --------------- | ------------------------ | -------- | ----------------- | -------- | ----------------------- | ---------- | -------------- |
| 前編〜紅蓮の弓矢〜       | 荒木哲郎 肥田文 | 小林靖子 瀬古浩司 高木登 | 荒木哲郎 | 金森陽子          | 菊池聡延 | -                       | 浅野恭司   | 2014年11月22日 |
| 後編〜自由の翼〜         | 荒木哲郎 肥田文 | 小林靖子                 | 荒木哲郎 | 渡邉徹明          | 菊池聡延 | 長谷川早紀              | 浅野恭司   | 2015年6月27日  |
| Season2〜覚醒の咆哮〜    | 肥塚正史 肥田文 | 小林靖子                 | 肥塚正史 | 田中洋之 桜庭愛子 | 浅野恭司 | -                       | -          | 2018年1月13日  |
| 進撃の巨人〜クロニクル〜 | 小倉史科        | 瀬古浩司 小倉史科        | -        | -                 | -        | -                       | -          | 2020年7月17日  |
| 完結編 THE LAST ATTACK   |                 |                          |          |                   |          |                         |            | 2024年11月8日  |

## 放送局

### 日本国内

#### テレビアニメ
| 放送期間                                                                          | 放送時間                     | 放送局           | 系列                          | 対象地域   | 備考                             |
| --------------------------------------------------------------------------------- | ---------------------------- | ---------------- | ----------------------------- | ---------- | -------------------------------- |
| 2013年4月7日 - 9月29日                                                            | 日曜 1:58 - 2:28（土曜深夜） | 毎日放送         | TBS系列                       | 近畿広域圏 | 『アニメシャワー』第1部 字幕放送 |
| 2013年4月7日 - 9月29日                                                            | 日曜 23:30 - 月曜 0:00       | TOKYO MX         | 独立局                        | 東京都     |                                  |
| 2013年4月9日 - 10月1日                                                            | 火曜 1:59 - 2:29（月曜深夜） | 福岡放送         | 日本テレビ系列                | 福岡県     |                                  |
| 2013年4月9日 - 10月1日                                                            | 火曜 2:18 - 2:48（月曜深夜） | テレビ大分       | 日本テレビ系列 フジテレビ系列 | 大分県     |                                  |
| 2013年4月9日 - 10月8日                                                            | 火曜 2:20 - 2:50（月曜深夜） | 北海道テレビ放送 | テレビ朝日系列                | 北海道     |                                  |
| 2013年4月9日 - 10月1日                                                            | 火曜 2:35 - 3:05（月曜深夜） | テレビ愛知       | テレビ東京系列                | 愛知県     |                                  |
| 2013年4月10日 - 10月2日                                                           | 水曜 0:30 - 1:00（火曜深夜） | BS11             | BS放送                        | 日本全域   | BS放送 / 『ANIME+』枠            |
| 2013年6月1日 - 11月16日                                                           | 土曜 19:30 - 20:00           | AT-X             | CS放送                        | 日本全域   | CS放送 / リピート放送あり        |
| この他、TOKYO MXでは2016年10月から2017年3月までオリジナルマスター版が放送された。 |                              |                  |                               |            |                                  |

| 配信開始日    | 配信時間                   | 配信サイト         |
| ------------- | -------------------------- | ------------------ |
| 2013年4月10日 | 水曜 22:00 - 22:30         | ニコニコ生放送     |
|               | 水曜 22:30 更新            | ニコニコチャンネル |
| 2013年4月17日 | 水曜 12:00 更新            | バンダイチャンネル |
| 2013年5月1日  | 水曜 更新                  | dアニメストア      |
| 2013年5月9日  | 木曜 0:00（水曜深夜） 更新 | GyaO!              |

| 放送期間                | 放送時間                     | 放送局           | 系列                          | 対象地域       | 備考                                          |
| ----------------------- | ---------------------------- | ---------------- | ----------------------------- | -------------- | --------------------------------------------- |
| 2017年4月1日 - 6月17日  | 土曜 22:00 - 22:30           | TOKYO MX         | 独立局                        | 東京都         | リピート放送あり                              |
| 2017年4月2日 - 6月18日  | 日曜 1:58 - 2:28（土曜深夜） | 毎日放送         | TBS系列                       | 近畿広域圏     | 製作参加 / 字幕放送 / 『アニメシャワー』第1部 |
| 2017年4月3日 - 6月19日  | 月曜 1:00 - 1:30（日曜深夜） | BS11             | BS放送                        | 日本全域       | BS放送 / 『ANIME+』枠                         |
| 2017年4月5日 - 6月21日  | 水曜 23:00 - 23:30           | テレビ埼玉       | 独立局                        | 埼玉県         |                                               |
| 2017年4月5日 - 6月21日  | 水曜 23:00 - 23:30           | 千葉テレビ放送   | 独立局                        | 千葉県         |                                               |
| 2017年4月6日 - 6月22日  | 木曜 1:00 - 1:30（水曜深夜） | 群馬テレビ       | 独立局                        | 群馬県         |                                               |
| 2017年4月6日 - 6月22日  | 木曜 1:50 - 2:20（水曜深夜） | 山陽放送         | TBS系列                       | 岡山県・香川県 |                                               |
| 2017年4月6日 - 6月22日  | 木曜 1:59 - 2:29（水曜深夜） | テレビ大分       | 日本テレビ系列 フジテレビ系列 | 大分県         |                                               |
| 2017年4月6日 - 6月22日  | 木曜 2:40 - 3:10（水曜深夜） | 新潟放送         | TBS系列                       | 新潟県         |                                               |
| 2017年4月7日 - 6月23日  | 金曜 1:00 - 1:30（木曜深夜） | テレビ神奈川     | 独立局                        | 神奈川県       |                                               |
| 2017年4月7日 - 6月23日  | 金曜 1:35 - 2:05（木曜深夜） | テレビ愛知       | テレビ東京系列                | 愛知県         |                                               |
| 2017年4月7日 - 6月23日  | 金曜 2:05 - 2:35（木曜深夜） | 北海道テレビ放送 | テレビ朝日系列                | 北海道         |                                               |
| 2017年4月7日 - 6月23日  | 金曜 2:25 - 2:55（木曜深夜） | 中国放送         | TBS系列                       | 広島県         |                                               |
| 2017年4月7日 - 6月23日  | 金曜 23:30 - 土曜 0:00       | とちぎテレビ     | 独立局                        | 栃木県         |                                               |
| 2017年4月8日 - 6月24日  | 土曜 1:55 - 2:25（金曜深夜） | 信越放送         | TBS系列                       | 長野県         |                                               |
| 2017年4月8日 - 6月24日  | 土曜 2:30 - 3:00（金曜深夜） | 東北放送         | TBS系列                       | 宮城県         |                                               |
| 2017年4月9日 - 6月25日  | 日曜 2:08 - 2:38（土曜深夜） | 静岡放送         | TBS系列                       | 静岡県         |                                               |
| 2017年4月11日 - 6月27日 | 火曜 2:04 - 2:34（月曜深夜） | 福岡放送         | 日本テレビ系列                | 福岡県         |                                               |
| 2017年4月17日 - 7月3日  | 月曜 1:50 - 2:20（日曜深夜） | 熊本放送         | TBS系列                       | 熊本県         |                                               |
| 2017年4月19日 - 7月5日  | 水曜 1:28 - 1:58（火曜深夜） | IBC岩手放送      | TBS系列                       | 岩手県         |                                               |
| 2017年4月21日 - 7月7日  | 金曜 1:36 - 2:06（木曜深夜） | あいテレビ       | TBS系列                       | 愛媛県         |                                               |
| 2017年5月14日 - 7月30日 | 日曜 19:00 - 19:30           | アニマックス     | CS放送                        | 日本全域       | BS/CS放送 / 字幕放送 / リピート放送あり       |

| 配信開始日   | 配信時間               | 配信サイト |
| ------------ | ---------------------- | --- |
| 2017年4月2日 | 日曜 12:00 更新        | GYAO! dアニメストア ひかりTV ビデオパス Netflix TVer MBS動画イズム ニコニコチャンネル バンダイチャンネル ビデオマーケット |
| 2017年4月7日 | 金曜 23:30 - 土曜 0:00 | ニコニコ生放送 |
| 2017年7月1日 | 土曜 12:00 更新        | U-NEXT |

| 放送期間                      | 放送時間                     | シーズン                     | 備考                 |
| ----------------------------- | ---------------------------- | ---------------------------- | -------------------- |
| 2018年7月23日 - 10月15日      | 月曜 0:35 - 1:00（日曜深夜） | Season 3 Part.1              | 関西地区のみ40分遅れ |
| 2019年4月29日 - 7月1日        | 月曜 0:10 - 0:35（日曜深夜） | Season 3 Part.2              | 関西地区のみ35分遅れ |
| 2020年12月7日 - 2021年3月29日 |                              | The Final Season Part 1      |                      |
| 2022年1月10日 - 4月4日        | 月曜 0:05 - 0:30（日曜深夜） | The Final Season Part 2      |                      |
| 2023年3月4日                  | 土曜 0:25 - 1:25（金曜深夜） | The Final Season 完結編 前編 |                      |
| 2023年11月5日                 | 日曜 0:00 - 1:26（土曜深夜） | The Final Season 完結編 後編 |                      |
| 字幕放送実施。                |                              |                              |                      |

| 配信開始日     | 配信時間        | 配信サイト                                                                              | シーズン                                 |
| -------------- | --------------- | --------------------------------------------------------------------------------------- | ---------------------------------------- |
| 2018年7月23日  | 月曜 12:00 更新 | U-NEXT GYAO! ひかりTV dアニメストア dTV ビデオパス Netflix                              | Season 3 Part.1                          |
| 2019年4月29日  |                 | U-NEXT GYAO! ひかりTV dアニメストア dTV ビデオパス Netflix                              | Season 3 Part.2                          |
| 2020年12月7日  |                 | U-NEXT GYAO! ひかりTV dアニメストア dTV TELASA Netflix Amazon Prime Video               | The Final Season Part 1                  |
| 2022年1月10日  |                 | U-NEXT GYAO! ひかりTV dアニメストア dTV TELASA Netflix Amazon Prime Video               | The Final Season Part 2                  |
| 2023年3月4日   | 12:00 更新      | U-NEXT GYAO! ひかりTV dアニメストア dTV TELASA Netflix Amazon Prime Video DMM TV        | The Final Season 完結編 前編             |
| 2023年11月5日  |                 | U-NEXT ひかりTV dアニメストア dTV TELASA Netflix Amazon Prime Video DMM TV ABEMA Lemino | The Final Season 完結編 後編             |
|                |                 | U-NEXT ひかりTV dアニメストア dTV TELASA Netflix Amazon Prime Video DMM TV ABEMA Lemino | The Final Season 完結編 各話版 #88 - #90 |
| 2023年11月19日 |                 | U-NEXT ひかりTV dアニメストア dTV TELASA Netflix Amazon Prime Video DMM TV ABEMA Lemino | The Final Season 完結編 各話版 #91 - #94 |

#### OAD（放送）
| 放送日                                                                    | 放送時間           | 放送局                                         | 対象地域・備考                                |
| ------------------------------------------------------------------------- | ------------------ | ---------------------------------------------- | --------------------------------------------- |
| 2014年9月28日                                                             | 日曜 17:00 - 17:30 | 毎日放送（製作局）をはじめとする TBS系列全28局 | 秋田県・福井県・徳島県・佐賀県を除く 字幕放送 |
| TBSテレビ・CBCテレビなど、本編が放送されていないTBS系列局でも放送された。 |                    |                                                |                                               |

| 放送日                | 放送時間                     | 放送局   | 対象地域   | 備考                                      |
| --------------------- | ---------------------------- | -------- | ---------- | ----------------------------------------- |
| 2017年3月25日         | 土曜 19:00 - 20:00           | TOKYO MX | 東京都     | [ 102 ]                                   |
| 2017年4月2日          | 日曜 2:28 - 3:28（土曜深夜） | 毎日放送 | 近畿広域圏 | 『アニメシャワー』第2部・第3部 / 製作参加 |
| 2021年11月29日        | 月曜 0:05 - 0:59（日曜深夜） | NHK総合  | 日本全域   | 字幕放送                                  |
| いずれも2話連続放送。 |                              |          |            |                                           |

| 放送日         | 放送時間                     | 話数     | 備考        |
| -------------- | ---------------------------- | -------- | ----------- |
| 2021年11月8日  | 月曜 0:54 - 1:43（日曜深夜） | 第16.5話 | 2話連続放送 |
| 2021年11月29日 | 月曜 0:59 - 1:24（日曜深夜） | 第???話  |             |
| 字幕放送実施。 |                              |          |             |

#### 劇場版（放送）
| 放送日        | 放送時間                     | 放送局             | 対象地域   | 備考                                   |
| ------------- | ---------------------------- | ------------------ | ---------- | -------------------------------------- |
| 2015年6月21日 | 日曜 19:00 - 20:59           | TOKYO MX           | 東京都     | TOKYO MX開局20周年記念特別番組         |
| 2015年6月29日 | 月曜 2:25 - 4:30（日曜深夜） | 毎日放送           | 近畿広域圏 | 製作参加                               |
| 2015年7月4日  | 土曜 13:20 - 15:22           | テレ朝チャンネル1  | 日本全域   | [ 106 ]                                |
| 2015年7月30日 | 木曜 0:38 - （水曜深夜）     | テレビユー山形     | 山形県     | [ 107 ]                                |
| 2015年8月1日  | 土曜 0:50 - （金曜深夜）     | チューリップテレビ | 富山県     | [ 108 ]                                |
|               | 土曜 2:25 - （金曜深夜）     | 静岡放送           | 静岡県     | [ 107 ]                                |
| 2016年7月24日 | 日曜 16:20 - 18:30           | WOWOWプライム      | 日本全域   | BS/CS放送 / 字幕放送 / 5.1chサラウンド |
| 2018年7月2日  | 月曜 0:35 - 2:35（日曜深夜） | NHK総合            | 日本全域   | 字幕放送                               |

| 放送日        | 放送時間                      | 放送局        | 対象地域   | 備考                                   |
| ------------- | ----------------------------- | ------------- | ---------- | -------------------------------------- |
| 2016年7月24日 | 日曜 18:30 - 20:40            | WOWOWプライム | 日本全域   | BS/CS放送 / 字幕放送 / 5.1chサラウンド |
| 2017年1月4日  | 水曜 1:05 - （火曜深夜）      | 毎日放送      | 近畿広域圏 | 製作参加                               |
| 2018年7月9日  | 月曜 0:10 - 2:10 （日曜深夜） | NHK総合       | 日本全域   | 字幕放送                               |

| 放送日        | 放送時間                     | 放送局  | 対象地域 | 備考     |
| ------------- | ---------------------------- | ------- | -------- | -------- |
| 2018年7月20日 | 金曜 0:55 - 2:55（木曜深夜） | NHK総合 | 日本全域 | 字幕放送 |

### 日本国外
| 放送期間                               | 放送時間                                                                                                   | 放送局         | 対象地域 | 備考                                |
| -------------------------------------- | --- | -------------- | -------- | ----------------------------------- |
| 2013年4月11日 - 9月29日                | 木曜 0:00 - 0:30（第1話 - 第2話） 火曜 0:30 - 1:00（第3話 - 第10話） 日曜 23:30 - 24:00（第11話 - 第25話） | ANIPLUS        | 韓国全域 | 19歳以上視聴可で放送 韓国語字幕あり |
| 2014年5月3日 - 2015年未明 2015年未明 - | 土曜 23:30 - 24:00（2015年未明まで） 日曜 3:30 - 4:00（2015年未明から）                                    | アダルトスイム | アメリカ | TOONAMI枠                           |

## 映像特典

### ちみキャラ劇場
『ちみキャラ劇場 とんでけ！訓練兵団』は、Season 1・DVD&BD各巻収録の映像特典のちみ絵師・ゆーぽんデザインの2頭身キャラによるFlashアニメ。
『ちみキャラ劇場 4コマ!調査兵団リヴァイ班』は、『進撃の巨人 Season 3』のDVD&BD各巻収録の映像特典のちみ絵師・ゆーぽんデザインの2頭身キャラによるFlashアニメ。
監督は森井ケンシロウ、キャラクターデザインはゆーぽん、制作はDMM.futureworks/ダブトゥーンスタジオ（旧スタジオモリケン）。
| 巻数 | サブタイトル | 脚本                                 | 絵コンテ                                |
| ---- | ------------ | ------------------------------------ | --------------------------------------- |
| 1    | 01日目       | 森井ケンシロウ 衣谷ソーシ            | -                                       |
| 1    | 02日目       | 森井ケンシロウ 衣谷ソーシ            | -                                       |
| 2    | 03日目       | 森井ケンシロウ 衣谷ソーシ            | -                                       |
| 2    | 04日目       | 森井ケンシロウ 衣谷ソーシ            | -                                       |
| 3    | 05日目       | 森井ケンシロウ 衣谷ソーシ            | 衣谷ソーシ 酒井浩史                     |
| 3    | 06日目       | 森井ケンシロウ 衣谷ソーシ            | 衣谷ソーシ 酒井浩史                     |
| 3    | 07日目       | 森井ケンシロウ 衣谷ソーシ            | 衣谷ソーシ 酒井浩史                     |
| 4    | 08日目       | 森井ケンシロウ 衣谷ソーシ            | 衣谷ソーシ 酒井浩史                     |
| 4    | 09日目       | 森井ケンシロウ 衣谷ソーシ            | 衣谷ソーシ 酒井浩史                     |
| 4    | 10日目       | 森井ケンシロウ 衣谷ソーシ            | 衣谷ソーシ 酒井浩史                     |
| 5    | 11日目       | 森井ケンシロウ 衣谷ソーシ 岡田あてな | 衣谷ソーシ 岡田あてな                   |
| 5    | 12日目       | 森井ケンシロウ 衣谷ソーシ 岡田あてな | 衣谷ソーシ 岡田あてな                   |
| 5    | 13日目       | 森井ケンシロウ 衣谷ソーシ 岡田あてな | 衣谷ソーシ 岡田あてな                   |
| 6    | 14日目       | 森井ケンシロウ 衣谷ソーシ 宮嶋星矢   | 衣谷ソーシ 宮嶋星矢 木輪和泉            |
| 6    | 15日目       | 森井ケンシロウ 衣谷ソーシ 宮嶋星矢   | 衣谷ソーシ 宮嶋星矢 木輪和泉            |
| 6    | 16日目       | 森井ケンシロウ 衣谷ソーシ 宮嶋星矢   | 衣谷ソーシ 宮嶋星矢 木輪和泉            |
| 7    | 17日目       | 森井ケンシロウ 衣谷ソーシ            | 大久保香織 木輪和泉 岡田あてな 宮嶋星矢 |
| 7    | 18日目       | 森井ケンシロウ 衣谷ソーシ            | 大久保香織 木輪和泉 岡田あてな 宮嶋星矢 |
| 7    | 19日目       | 森井ケンシロウ 衣谷ソーシ            | 大久保香織 木輪和泉 岡田あてな 宮嶋星矢 |
| 8    | 20日目       | 森井ケンシロウ 衣谷ソーシ            | 衣谷ソーシ 木輪和泉 岡田あてな 宮嶋星矢 |
| 8    | 21日目       | 森井ケンシロウ 衣谷ソーシ            | 衣谷ソーシ 木輪和泉 岡田あてな 宮嶋星矢 |
| 8    | 22日目       | 森井ケンシロウ 衣谷ソーシ            | 衣谷ソーシ 木輪和泉 岡田あてな 宮嶋星矢 |
| 9    | 23日目       | 森井ケンシロウ 衣谷ソーシ            | 森井ケンシロウ 衣谷ソーシ               |
| 9    | 24日目       | 森井ケンシロウ 衣谷ソーシ            | 森井ケンシロウ 衣谷ソーシ               |
| 9    | 25日目       | 森井ケンシロウ 衣谷ソーシ            | 森井ケンシロウ 衣谷ソーシ               |

| 巻数 | サブタイトル | 脚本                      | 作画               |
| ---- | ------------ | ------------------------- | ------------------ |
| 1    | #38#39#40    | 森井ケンシロウ 衣谷ソーシ | 衣谷ソーシ 鴉羽839 |
| 2    | #41#42#43    | 森井ケンシロウ 衣谷ソーシ | 衣谷ソーシ 鴉羽839 |
| 3    | #44#45#46    | 森井ケンシロウ 衣谷ソーシ | 衣谷ソーシ 鴉羽839 |
| 4    | #47#48#49    | 森井ケンシロウ 衣谷ソーシ | 衣谷ソーシ 鴉羽839 |
| 5    | #50#51#52    | 森井ケンシロウ 衣谷ソーシ | 衣谷ソーシ         |
| 6    | #53#54#55    | 森井ケンシロウ 衣谷ソーシ | 衣谷ソーシ         |
| 7    | #56#57#58#59 | 森井ケンシロウ 衣谷ソーシ | 衣谷ソーシ         |

### ビジュアルノベル
Season1 Blu-ray 第3・6巻に収録のビジュアルノベル。監修は諫山創、ゲームキャラクターデザインはなまにくATK。
| 巻数 | サブタイトル                                                | シナリオ |
| ---- | ----------------------------------------------------------- | -------- |
| 3    | Lost in the cruel world（ミカサ外伝）                       | 瀬古浩司 |
| 3    | 悔いなき選択[予告]（リヴァイ&エルヴィン過去編）             | 砂阿久雁 |
| 6    | 悔いなき選択（リヴァイ&エルヴィン過去編）                   | 砂阿久雁 |
| 6    | ぬばたまの夜の森に、あかあかと燃ゆる（エレン&リヴァイ外伝） | 鋼屋ジン |
| 6    | Wall Sina, Goodbye（アニ外伝）                              | 瀬古浩司 |

### VR映像
進撃の巨人展360°体感シアター“哮"
2014年11月24日以降に開催された『進撃の巨人展』で展示されたVR映像作品。Season2 Blu-ray/DVD第1巻映像特典として収録。
リヴァイ編
エレン&ミカサ編
Season2 Blu-ray/DVD第2巻映像特典のVRCGアニメ映像。リヴァイ編は掃除のチェックのエピソード。エレン&ミカサ編は＃37「叫び」のミカサ告白シーンを再現。

## プラネタリウム
『進撃の巨人 IN THE DOME -兵士たちの星空-』は、2017年5月20日よりコニカミノルタプラネタリウム“天空” in 東京スカイツリータウンで、5月27日よりコニカミノルタプラネタリウム“満天” in Sunshine Cityで上映のプラネタリウム映画。

## 関連メディア

### Webラジオ
『進撃の巨人ラジオ 〜梶と下野の進め！電波兵団〜』は、音泉にて隔週月曜配信の番組。パーソナリティは梶裕貴と下野紘。アニメ第1期放送に伴い、2013年4月1日（第1回）から2015年9月28日（第66回）まで配信された。アニメ第2期放送に伴い、2017年4月3日（第67回）から同年9月11日（第76回）まで配信が再開された。アニメ第3期放送に伴い、2018年7月9日（第77回）から2019年7月8日（第91回）まで配信された。
ゲスト
- 第5回・第38回・第54回・第91回 - 石川由依
- 第8回 - Linked Horizon / Revo
- 第11回 - Cinema staff
- 第13回・第50回 - 井上麻里奈
- 第16回・第64回 - 小林ゆう
- 第18回 - 嶋村侑
- 第21回 - 石川由依、井上麻里奈、谷山紀章
- 第23回・第74回 - 三上枝織
- 第32回 - 神谷浩史
- 第34回・第75回 - 藤田咲
- 第36回 - 細谷佳正
- 第39回 - 橋詰知久
- 第46回 - 木下哲哉、川窪慎太郎
- 第47回 - 石川由依、小林ゆう、谷山紀章
- 第61回・第87回 - 朴璐美

- 2019年6月21日に超!A&G+にて、進撃の巨人Season 3 Part.2 OPのCD発売での特別番組。『Linked Horizon『真実への進撃』スペシャル特番』 出演者：Revo、石川由依（2019年6月21日、超!A&G+※）[115]歌の参加をした石川由依と共に今回のアニメ化に対しての曲に込めた思いや、あくまで原作を繰り返し読み返しをし自身が思う曲の思いと、13の冬の曲を歌った経緯や歌った思いも語る。

### BD / DVD
| 巻  | 発売日         | 収録話          | 規格品番   | 規格品番   |
| 巻  | 発売日         | 収録話          | BD         | DVD        |
| --- | -------------- | --------------- | ---------- | ---------- |
| 1   | 2013年7月17日  | 第1話 - 第2話   | PCXG-50271 | PCBG-52221 |
| 2   | 2013年8月21日  | 第3話 - 第4話   | PCXG-50272 | PCBG-52222 |
| 3   | 2013年9月18日  | 第5話 - 第7話   | PCXG-50273 | PCBG-52223 |
| 4   | 2013年10月16日 | 第8話 - 第10話  | PCXG-50274 | PCBG-52224 |
| 5   | 2013年11月20日 | 第11話 - 第13話 | PCXG-50275 | PCBG-52225 |
| 6   | 2013年12月18日 | 第14話 - 第16話 | PCXG-50276 | PCBG-52226 |
| 7   | 2014年1月15日  | 第17話 - 第19話 | PCXG-50277 | PCBG-52227 |
| 8   | 2014年2月19日  | 第20話 - 第22話 | PCXG-50278 | PCBG-52228 |
| 9   | 2014年3月19日  | 第23話 - 第25話 | PCXG-50279 | PCBG-52229 |
| BOX | 2017年3月15日  | 全25話          | PCXG-60081 | PCBG-61681 |

| 巻 | 発売日        | 収録話          | 規格品番   | 規格品番   |
| 巻 | 発売日        | 収録話          | BD         | DVD        |
| -- | ------------- | --------------- | ---------- | ---------- |
| 1  | 2017年6月21日 | 第26話 - 第31話 | PCXG-50601 | PCBG-52451 |
| 2  | 2017年8月18日 | 第32話 - 第37話 | PCXG-50602 | PCBG-52452 |

| 巻 | 発売日         | 収録話          | 規格品番   | 規格品番   |
| 巻 | 発売日         | 収録話          | BD         | DVD        |
| -- | -------------- | --------------- | ---------- | ---------- |
| 1  | 2018年10月17日 | 第38話 - 第40話 | PCXG-50631 | PCBG-53001 |
| 2  | 2018年12月5日  | 第41話 - 第43話 | PCXG-50632 | PCBG-53002 |
| 3  | 2019年1月9日   | 第44話 - 第46話 | PCXG-50633 | PCBG-53003 |
| 4  | 2019年2月6日   | 第47話 - 第49話 | PCXG-50634 | PCBG-53004 |
| 5  | 2019年7月24日  | 第50話 - 第52話 | PCXG-50635 | PCBG-53005 |
| 6  | 2019年8月21日  | 第53話 - 第55話 | PCXG-50636 | PCBG-53006 |
| 7  | 2019年9月18日  | 第56話 - 第59話 | PCXG-50637 | PCBG-53007 |

| 巻 | 発売日        | 収録話          | 規格品番   | 規格品番   |
| 巻 | 発売日        | 収録話          | BD         | DVD        |
| -- | ------------- | --------------- | ---------- | ---------- |
| 1  | 2021年5月19日 | 第60話 - 第67話 | PCXG-60101 | PCBG-61901 |
| 2  | 2021年7月21日 | 第68話 - 第75話 | PCXG-60102 | PCBG-61902 |
| 3  | 2022年7月20日 | 第76話 - 第81話 | PCXG-60103 | PCBG-61903 |
| 4  | 2022年8月17日 | 第82話 - 第87話 | PCXG-60104 | PCBG-61904 |
| 5  | 2024年3月20日 | 完結編          | PCXG-50825 | PCBG-53555 |

| 巻  | 発売日        | 収録話   | 規格品番   | 規格品番 |
| 巻  | 発売日        | 収録話   | BD         | DVD      |
| --- | ------------- | -------- | ---------- | -------- |
| BOX | 2022年4月27日 | OAD全8話 | PCXG-50788 | -        |

| 巻   | 発売日         | 収録話                              | 規格品番                                  | 規格品番                                  |
| 巻   | 発売日         | 収録話                              | BD                                        | DVD                                       |
| ---- | -------------- | ----------------------------------- | ----------------------------------------- | ----------------------------------------- |
| 前編 | 2015年3月18日  | 前編〜紅蓮の弓矢〜                  | PCXG-50287（初回版） PCXG-50288（通常版） | PCBG-52446（初回版） PCBG-52447（通常版） |
| 後編 | 2015年12月16日 | 後編〜自由の翼〜 関西弁版第1期第1話 | PCXG-50289（初回版） PCXG-50290（通常版） | PCBG-52448（初回版） PCBG-52449（通常版） |
| 2    | 2018年6月27日  | Season 2〜覚醒の咆哮〜              | PCXG-50603（初回版） PCXG-50604（通常版） | PCBG-52786（初回版） PCBG-52787（通常版） |
| 3    | 2020年11月18日 | 〜クロニクル〜                      | PCXG-50754（初回版） PCXG-50755（通常版） | PCBG-53488（初回版） PCBG-53489（通常版） |

### 音楽CD
サウンドトラック
| 発売日        | タイトル                                                        | 音楽                      | 規格     | 規格品番   |
| ------------- | --------------------------------------------------------------- | ------------------------- | -------- | ---------- |
| 2013年6月28日 | 進撃の巨人 オリジナル・サウンドトラック                         | 澤野弘之                  | CD       | PCCG-01351 |
| 2017年6月7日  | 進撃の巨人 Season 2 オリジナルサウンドトラック                  | 澤野弘之                  | 2CD      | PCCG-01615 |
| 2019年6月26日 | 進撃の巨人 Season 3 オリジナル・サウンドトラック                | 澤野弘之                  | 2CD      | PCCG-01800 |
| 2021年6月23日 | 進撃の巨人 The Final Season オリジナルサウンドトラック          | KOHTA YAMAMOTO/澤野弘之   | 配信限定 |            |
| 2022年6月22日 | 進撃の巨人 The Final Season オリジナルサウンドトラック02        | KOHTA YAMAMOTO/澤野弘之   | 配信限定 |            |
| 2023年11月8日 | 進撃の巨人 The Final Season オリジナルサウンドトラック03        | KOHTA YAMAMOTO/澤野弘之   | 配信限定 |            |
| 2024年7月17日 | 進撃の巨人 The Final Season Original Sound Track Complete Album | KOHTA YAMAMOTO / 澤野弘之 | 3CD+BD   | PCCG-02364 |

キャラクターイメージソング
| 発売日        | タイトル                                                                                 | 規格 | 規格品番   |
| ------------- | ---------------------------------------------------------------------------------------- | ---- | ---------- |
| 2017年3月15日 | Vol.01 Helpless World エレン・イェーガー（梶裕貴）                                       | CD   | PCCG-70391 |
| 2017年3月15日 | Vol.02 No matter where you are ミカサ・アッカーマン（石川由依）                          | CD   | PCCG-70392 |
| 2017年4月26日 | Vol.03 Far away アルミン・アルレルト（井上麻里奈）                                       | CD   | PCCG-70393 |
| 2017年4月26日 | Vol.04 Rusty Honesty ジャン・キルシュタイン（谷山紀章）                                  | CD   | PCCG-70394 |
| 2017年5月24日 | Vol.05 Alternative Drive ベルトルト・フーバー（橋詰知久）&ライナー・ブラウン（細谷佳正） | CD   | PCCG-70395 |
| 2017年6月21日 | Vol.06 Dark Side Of The Moon リヴァイ（神谷浩史）                                        | CD   | PCCG-70396 |
| 2017年6月21日 | Vol.07 Hope Of Mankind エルヴィン・スミス（小野大輔）                                    | CD   | PCCG-70397 |

その他
| 発売日         | タイトル                                | 音楽     | 規格 | 規格品番   | 備考                                                                       |
| -------------- | --------------------------------------- | -------- | ---- | ---------- | -------------------------------------------------------------------------- |
| 2014年11月28日 | 進撃の巨人展 Music Produced by 澤野弘之 | 澤野弘之 | CD   | BRCG-00030 | 2014年11月28日開催の「進撃の巨人展」会場限定商品。                         |
| 2017年12月20日 | EPICA VS Attack on Titan Songs          | エピカ   | CD   | GQCS-90471 | オランダのシンフォニックメタルバンド、エピカによるアニメ主題歌のカバー集。 |

### ドラマCD
- 進撃の巨人特典ドラマCD サシャの怒濤の料理バトル編! ! - アニメ「進撃の巨人」 第2巻初回特典の音声ドラマ。キャストはテレビアニメ同様。
- 進撃の巨人特典ドラマCD 兵長VS.ミカサ 怒涛の掃除バトル - 別冊少年マガジン2014年1月号付録CD収録の音声ドラマ。キャストはテレビアニメ同様。
- 進撃の巨人特典ドラマCD 進撃のスクールカースト - 「進撃の巨人」Season3 第1巻初回特典の音声ドラマ。キャストはテレビアニメ同様。

### ラジオCD
進撃の巨人ラジオ 〜梶と下野の進め！電波兵団〜
| 枚     | 発売日         | 規格                      | 規格品番   | 収録内容                   | 備考                                     |
| ------ | -------------- | ------------------------- | ---------- | -------------------------- | ---------------------------------------- |
| Vol.1  | 2013年10月16日 | オーディオCD+データCD-ROM | PCCG-90107 | 第1 - 7回&新規録り下ろし   | 新規録り下ろしゲスト：石川由依           |
| Vol.2  | 2014年3月19日  | オーディオCD+データCD-ROM | PCCG-90119 | 第9 - 15回&新規録り下ろし  | 新規録り下ろしゲスト：井上麻里奈         |
| Vol.3  | 2014年7月23日  | オーディオCD+データCD-ROM | PCCG-90129 | 第16 - 22回&新規録り下ろし | 新規録り下ろしゲスト：谷山紀章           |
| Vol.4  | 2014年8月20日  | オーディオCD+データCD-ROM | PCCG-90130 | 第23 - 29回&新規録り下ろし | 新規録り下ろしゲスト：神谷浩史           |
| Vol.5  | 2015年7月15日  | オーディオCD+データCD-ROM | PCCG-90143 | 第30 - 38回&新規録り下ろし | 新規録り下ろしゲスト：石川由依           |
| Vol.6  | 2015年10月21日 | オーディオCD+データCD-ROM | PCCG-90144 | 第39 - 47回&新規録り下ろし | 新規撮り下ろし内容：下野坊主化計画完結編 |
| Vol.7  | 2016年3月16日  | オーディオCD+データCD-ROM | PCCG-90148 | 第48 - 56回&新規録り下ろし | 新規録り下ろしゲスト：朴璐美             |
| Vol.8  | 2016年4月20日  | オーディオCD+データCD-ROM | PCCG-90149 | 第57 - 66回&新規録り下ろし | 新規録り下ろしゲスト：石川由依           |
| Vol.9  | 2017年11月15日 | オーディオCD+データCD-ROM | PCCG-90163 | 第67 - 76回&新規録り下ろし | 新規録り下ろしゲスト：橋詰知久           |
| Vol.10 | 2019年12月18日 | オーディオCD+データCD-ROM | PCCG-90178 | 第77 - 85回&新規録り下ろし |                                          |
| Vol.11 | 2019年12月18日 | オーディオCD+データCD-ROM | PCCG-90179 | 第86 - 91回&新規録り下ろし |                                          |

### 関連書籍
- 『TVアニメーション 進撃の巨人 原画集』 ポニーキャニオン<ぽにきゃんBOOKS>全5巻
  - 第1巻 #1〜#3・PV・ED収録 2013年8月23日初版発売、ISBN 978-4-86-529002-8
  - 第2巻 #4〜#7・#3EX 収録 2013年12月25日初版発売、ISBN 978-4-86-529023-3
  - 第3巻 #8〜#11収録 2014年2月28日初版発売、ISBN 978-4-86-529031-8
  - 第4巻 #12〜#18・OP2収録 2014年4月25日初版発売、ISBN 978-4-86-529032-5
  - 第5巻 #19〜#25収録 2014年6月30日初版発売、ISBN 978-4-86-529033-2
- 『月刊 進撃の巨人 公式フィギュアコレクション』 講談社<進撃の巨人フィギュアシリーズMOOK>全12巻
  - Vol.1 エレン・イェーガー(立体機動Ver.) 2015年4月8日初版発売、ISBN 978-4-06-379878-4
  - Vol.2 リヴァイ(立体機動Ver.) 2015年5月3日初版発売、ISBN 978-4-06-379879-1
  - Vol.3 ミカサ・アッカーマン(立体機動Ver.) 2015年6月8日初版発売、ISBN 978-4-06-379880-7
  - Vol.4 ジャン・キルシュタイン(立体機動Ver.) 2015年7月8日初版発売、ISBN 978-4-06-379881-4
  - Vol.5 アルミン・アルレルト(立体機動Ver.) 2015年8月8日初版発売、ISBN 978-4-06-379882-1
  - Vol.6 サシャ・ブラウス(立体機動Ver.) 2015年9月6日初版発売、ISBN 978-4-06-379883-8
  - Vol.7 リヴァイ(スタンディングVer.) 2015年10月8日初版発売、ISBN 978-4-06-379884-5
  - Vol.8 ハンジ・ゾエ(立体機動Ver.) 2015年11月7日初版発売、ISBN 978-4-06-379885-2
  - Vol.9 ミカサ・アッカーマン(スタンディングVer.) 2015年12月8日初版発売、ISBN 978-4-06-379886-9
  - Vol.10 エルヴィン・スミス(立体機動Ver.) 2016年1月8日初版発売、ISBN 978-4-06-379887-6
  - Vol.11 エレン・イェーガー(スタンディングVer.) 2016年2月8日初版発売、ISBN 978-4-06-379888-3
  - Vol.12 超大型巨人 2016年3月8日初版発売、ISBN 978-4-06-379889-0
- 『進撃の巨人TVアニメシナリオ集』 講談社<KCデラックス>全2巻
  - 上 2015年12月2日初版発売、ISBN 978-4-06-377310-1（テレビアニメのシナリオに加え、特装版OADのシナリオも1本収録している）
  - 下 2015年12月2日初版発売、ISBN 978-4-06-377311-8（テレビアニメのシナリオに加え、特装版OADのシナリオも4本収録している）

### その他
- Roborock S6 Pure 進撃の巨人 リヴァイ兵長オリジナル音声モデル（2021年6月9日） - リヴァイ（声 - 神谷浩史）の音声案内を搭載したロボット掃除機[146]。

## 受賞歴
ニュータイプアニメアワード2013
- 監督賞 - 荒木哲郎
- 脚本賞 - 小林靖子
- 劇伴賞 - 澤野弘之
- 主題歌賞 - 「紅蓮の弓矢」
- 女性キャラクター賞 - ミカサ・アッカーマン
- スタジオ賞 - WIT STUDIO
- 作品賞（TV部門）

第18回アニメーション神戸賞
- 作品賞
- 主題歌賞 - 「紅蓮の弓矢」

2013年度アニメ流行語大賞
- 銀賞（2位） - 「駆逐してやる」

東京アニメアワード2014アニメ オブ ザ イヤー部門
- テレビ部門 グランプリ - 進撃の巨人
- 個人賞 監督賞 - 荒木哲郎
- 個人賞 脚本・オリジナル原作賞 - 小林靖子
- 個人賞 音楽賞 - 澤野弘之

アニメージュ第36回アニメグランプリ
- 作品部門グランプリ - 進撃の巨人
- 男性キャラクター部門グランプリ - リヴァイ
- アニメソング部門グランプリ - 「紅蓮の弓矢」

米IMDbユーザーが選んだ2014年のテレビシリーズ
- 第10位ランクイン

SUGOI JAPAN Award 2015
- アニメ部門7位

デジタル・コンテンツ・オブ・ジ・イヤー'13／第19回AMDアワード
- 大賞／総務大臣賞

2016年度ジャパンエキスポアワード
- アニメ部門観客賞 - 原作ありシリーズDaruma賞

平成アニソン大賞
- 作品賞（2010年 - 2019年） - 「紅蓮の弓矢」

第4回グローバルTVデマンドアワード
- Most In-Demand TV Series in the World 2021

第6回クランチロール・アニメアワード
- 『進撃の巨人』The Final Season Part 1
  - アニメ・オブ・ザ・イヤー
  - 最優秀オープニング賞 - 神聖かまってちゃん『僕の戦争』、林祐一郎（絵コンテ・演出）
  - 最優秀悪役賞 - エレン・イェーガー
  - 最優秀声優賞日本部門 - 梶裕貴（エレン・イェーガー役）

クランチロール・アニメアワード2024
- 『進撃の巨人』The Final Season完結編（前編）
  - 最優秀ドラマ作品賞
  - 最優秀作曲賞

VFX-JAPANアワード2015
- 劇場版『進撃の巨人』前篇〜紅蓮の弓矢〜
  - 劇場公開アニメーション映画部門優秀賞